# История Османской империи
История Осма́нской импе́рии, согласно традиционной османской историографии, ведёт отсчёт от 1299 года как приблизительного времени основания в Вифинии (в северо-западной части Анатолии) Османского бейлика; упразднена в 1922 году, вскоре после поражения (30 октября 1918 года) в Первой мировой войне.  

## Образование Османской империи

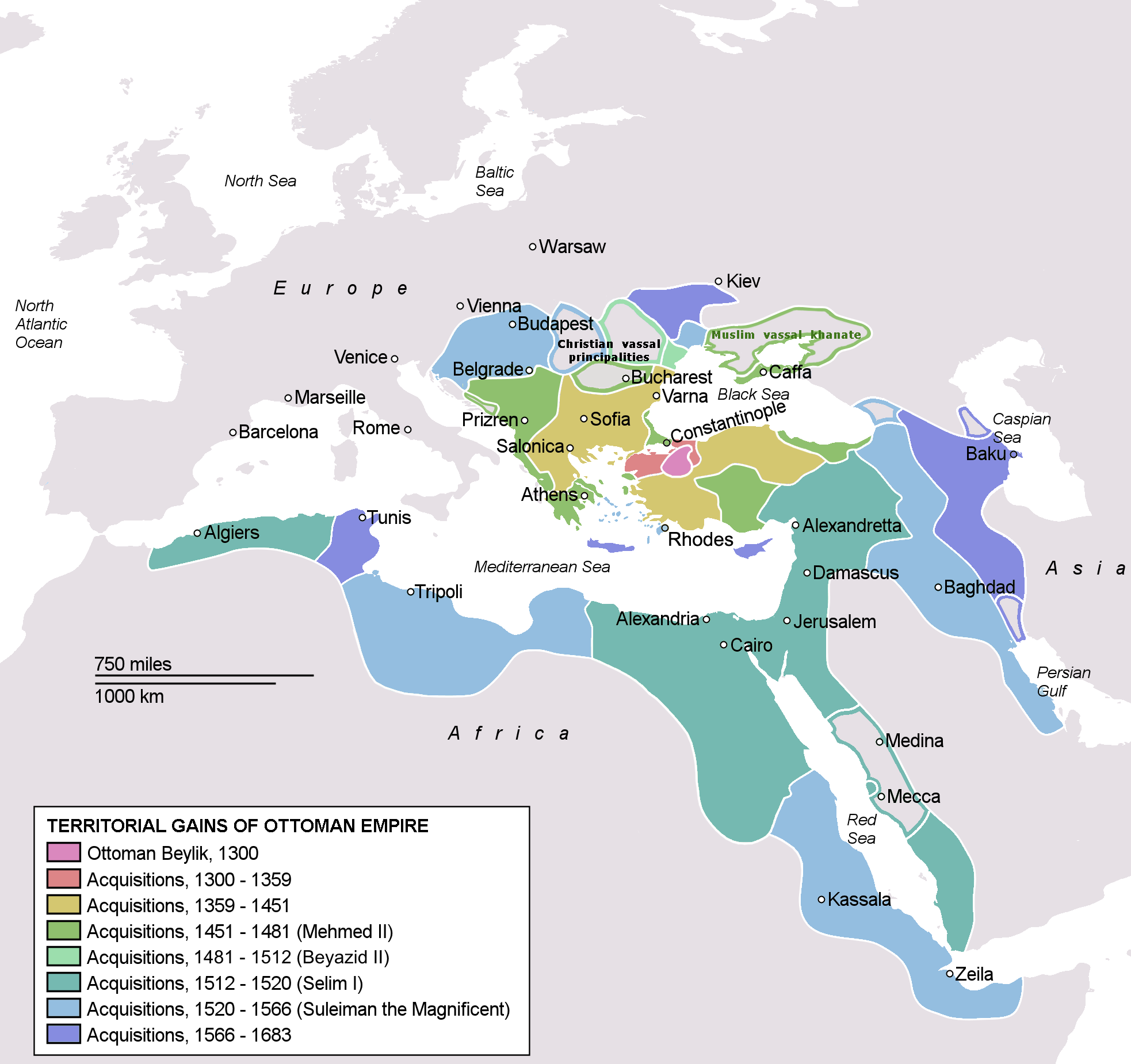
Османская империя в период наибольшей территориальной экспансии в 1683 году

Перед тем как образовать империю, Османы были мало заметны на исторической арене. Победа сельджуков над византийцами при Манцикерте в 1071 г. позволила скотоводческим племенам тюрков и туркменов расселиться по Анатолии. Турки-сельджуки основали Румский султанат со столицей в Никее, а после того, как город был отвоеван крестоносцами в 1097 г., — в Иконии, современной Конье
В первой трети XIII в. нашествие монголов на Центральную Азию
и Иран подтолкнуло тюркские племена огузов мигрировать на Запад. Среди тех, кто дошел до Анатолии, были Кайи. Во главе данного племени был сам Эртугрул Гази, который получил расположенный на границе с Никейской империей город Сёгют во владение от сельджукского султана Ала ад - Дина Кей - Кубада I. В 1243 г. монголы достигли Малой Азии и в битве при Кёсе - Даге нанесли сокрушительное поражение армии правителя Румского султаната Кей - Хосрова II, сделав его вассальным государством. Кроме того, в 1261 г. византийцы отвоевали у латинян Константинополь, после чего оставили
Никею, служившую им столицей. Для императоров из новой
династии Палеологов Вифиния уже не имела прежнего значения.
В конце XIII в. монгольская власть в Анатолии начала ослабевать,
а в 1308 г. прервалась династия Сельджукидов. Вожди туркменских племен, проживавших как на приграничных землях, так и на внутренних территориях султаната, воспользовались моментом, чтобы сбросить монгольское иго и объявить о своей независимости от Коньи.
Осман Гази (годы правления 1288—1326), сын и наследник удж-бея Сёгюта и вождя племени кайи Эртогрула, в борьбе с Византией присоединял к своим владениям область за областью, но, несмотря на растущее могущество, признавал свою зависимость от Ликаонии. В 1299 году, когда сельджукский султан Рума Алаэддин Кейкубад II бежал из столицы, спасаясь от взбунтовавшихся подданных, Осман принял титул «султан» и отказался от признания власти сельджукских наследников. По его имени турки стали называться османскими турками или османами. Власть их над Малой Азией распространялась и укреплялась, и султаны Коньи не смогли воспрепятствовать этому.
С этого времени у них возникает и быстро увеличивается, по крайней мере количественно, собственная литература, хотя и весьма мало самостоятельная. Они заботятся о поддержании торговли, земледелия и промышленности в завоёванных областях, создают хорошо организованную армию. Развивается могущественное государство, военное, но не враждебное культуре; в теории оно является абсолютистским, но в действительности полководцы, которым султан давал разные области в управление, часто оказывались самостоятельными и неохотно признавали верховную власть султана. Нередко греческие города Малой Азии добровольно отдавали себя под покровительство
могущественного Османа.
Сын и наследник Османа Орхан I (1326—1359) продолжал политику отца. Он считал своим призванием объединить под своей властью всех правоверных, хотя в действительности завоевания его направлялись более на запад — в страны, населённые греками, чем на восток, в страны, населённые мусульманами. Он очень искусно пользовался внутренними раздорами в Византии. Не раз спорящие стороны обращались к нему как к третейскому судье. В 1330 г. он завоевал Никею, важнейшую из византийских крепостей на азиатской почве. Вслед за тем во власть турок попали Никомедия и вся северо-западная часть Малой Азии до Чёрного, Мраморного и Эгейского морей.
Наконец, в 1356 году турецкое войско под начальством Сулеймана, сына Орхана, высадилось на европейском берегу Дарданелл и овладело Галлиполи и его окрестностями.

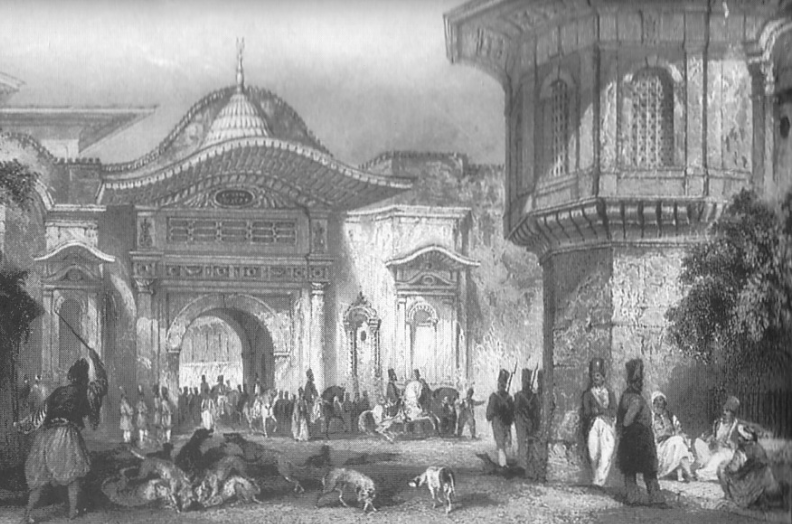
Bâb-ı Âlî, Высокая Порта

В деятельности Орхана по внутреннему управлению государством его постоянным советником был его старший брат Аладдин, который (единственный пример в истории Турции) добровольно отказался от прав на престол и принял пост великого визиря, специально для него учреждённый, но сохранившийся и после него. Для облегчения торговли было урегулировано монетное дело. Орхан чеканил серебряную монету — акче от своего имени и со стихом из Корана. Он построил себе в только что завоёванной в ходе долгой осады, которую за несколько лет до своей смерти начал Осман - бей, Бурсе (1326) роскошный дворец, по высоким воротам которого османское правительство получило имя «Высокой Порты» (дословный перевод османского Bab-ı Âlî — «высокие врата»), нередко переносимое на само османское государство.
В 1328 году Орхан дал своим владениям новое, в значительной степени централизованное управление. Они были разделены на 3 провинции (пашалыка), которые делились на округи, санджаки. Гражданское управление было соединено с военным и подчинено ему. Орхан положил начало войску янычар, вербовавшемуся из христианских детей (сначала 1000 человек; позднее число это значительно возросло). Несмотря на значительную долю терпимости к христианам, религия которых не преследовалась (хоть с христиан и брали налоги), христиане массами переходили в ислам.

## Завоевания в Европе до взятия Константинополя (1352—1453)
- 1352 г. — захват Дарданелл.
- 1356 г. — захват Галлиполи.

## Период Великой Империи
После взятия Галлиполи турки укрепились на европейском берегу Эгейского моря, Дарданелл и Мраморного моря. Сулейман умер в 1358 г., и Орхану наследовал второй его сын, Мурад (1359—1389), который хотя и не забывал о Малой Азии и завоевал в ней Ангору, но центр тяжести своей деятельности перенёс в Европу. Завоевав Фракию, он в 1365 г. перенёс свою столицу в Адрианополь. Византийская империя была сведена к одному Константинополю с ближайшими его окрестностями, но продолжала сопротивляться завоеванию ещё почти сотню лет.
Завоевание Фракии привело турок в ближайшее соприкосновение с Сербией и Вторым Болгарским царством. Оба государства проходили период феодального дробления и не могли консолидироваться. В несколько лет оба государства потеряли значительную часть своей территории, обязались платить дань, тем самым попав в зависимость от султана. Однако были периоды, когда этим государствам удавалось, пользуясь моментом, частично восстановить свои позиции.

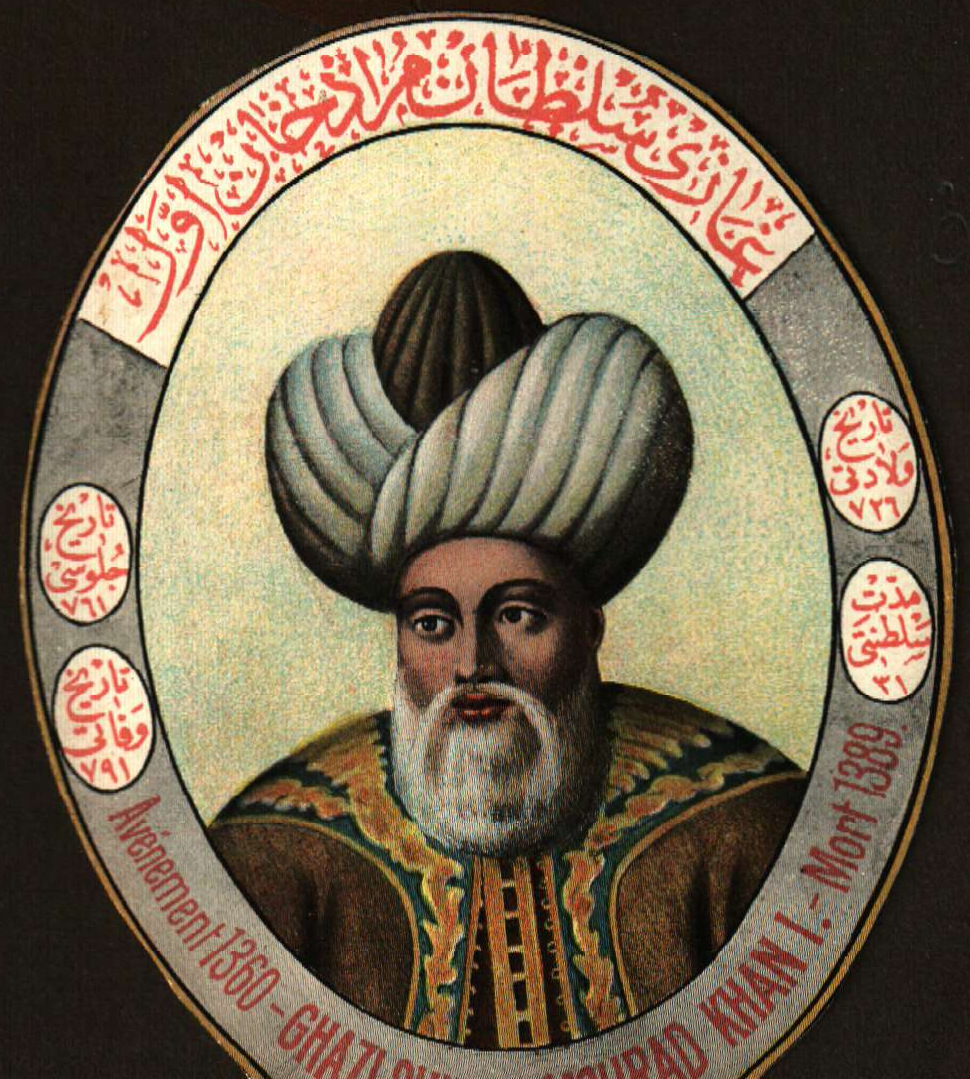
Мурад I

Османы вступили в столкновение с сербскими владетелями и одержали победы при Черномене (1371) и при Савре (1385).

### Битва на Косовом поле
В начале лета 1389 года турецкий султан Мурад начал поход на Сербию. На Косовом поле 28 июня 1389 г. сербская армия, насчитывавшая 12—33 тыс. воинов, сошлась с армией Мурада, состоявшей из 27—40 тысяч человек. Сербская армия была уничтожена, князь убит; в битве пал и Мурад. Формально Сербия сохраняла ещё свою независимость, но она платила дань и обязалась поставлять вспомогательное войско.

#### Убийство Мурада
Одним из сербов, принявшем участие в сражении (то есть со стороны князя Лазаря), был сербский князь Милош Обилич. Он понимал, что выиграть эту великую битву шансы у сербов невелики, и решил пожертвовать своей жизнью. Он придумал хитрую операцию.
Во время битвы Милош пробрался в шатёр Мурада, притворившись перебежчиком. Он приблизился к Мураду как бы для передачи некоторого секрета и заколол его. Мурад умирал, но успел позвать на помощь. Милош был убит охраной султана. (Милош Обилич убивает султана Мурада) С этого момента сербская и турецкая версии происходившего начинают разниться. По сербской версии, узнав об убийстве своего правителя, турецкая армия поддалась панике и стала разбегаться, и только взятие управления войсками сыном Мурада Баязидом I спасло турецкое войско от поражения. По турецкой версии убийство султана только разозлило турецких воинов. Однако, наиболее достоверной выглядит версия о том, что основная часть войска узнала о смерти султана уже после битвы.

### Начало XV века
Сын Мурада Баязид (1389—1402) женился на дочери Лазаря и этим приобрёл формальное право вмешиваться в решение династических вопросов в Сербии (когда Стефан, сын Лазаря, умер без наследников). В 1393 г. Баязид взял Тырново (он задушил болгарского царя Шишмана, сын которого спасся от гибели принятием ислама), завоевал всю Болгарию, Валахию обязал данью, покорил Македонию и Фессалию и проник в Грецию. В Малой Азии его владения расширились далеко на восток за Кызылырмак.
В 1396 г. он под Никополем разбил христианское войско, собранное в Крестовый поход королём Сигизмундом Венгерским.
Вторжение Тимура во главе тюркских полчищ в азиатские владения Баязида заставило его снять осаду Константинополя и лично с значительными силами броситься навстречу Тимуру. В битве при Анкаре в 1402 г. Баязид был наголову разбит и попал в плен, где через год (1403) и умер. В этой битве погиб и значительный сербский вспомогательный отряд (40 000 чел.)
Плен и смерть Баязида угрожали государству распадом. В Адрианополе сын Баязида Сулейман (1403-1411) провозгласил себя султаном. Он захватил власть над турецкими владениями на Балканском полуострове, Иса — в Бурсе, Мехмед — в восточной части Малой Азии. Тимур принял послов от всех трёх претендентов и всем трём обещал свою поддержку, очевидно, желая ослабить османов, но он не нашёл возможным продолжать завоевание Малой Азии и ушёл на Восток.
Мехмед скоро победил, убил Ису (1403) и воцарился над всей Малой Азией. В 1413 г., после смерти Сулеймана (1410) и поражения и смерти наследовавшего ему брата Мусы, Мехмед восстановил свою власть и над Балканским полуостровом. Его царствование было сравнительно мирным. Он старался сохранить мирные отношения со своими христианскими соседями, Византией, Сербией, Валахией и Венгрией, и заключил с ними договоры. Современники характеризуют его как справедливого, кроткого, миролюбивого и образованного правителя. Ему не раз, однако, приходилось иметь дело с внутренними восстаниями, с которыми он расправлялся весьма энергично.

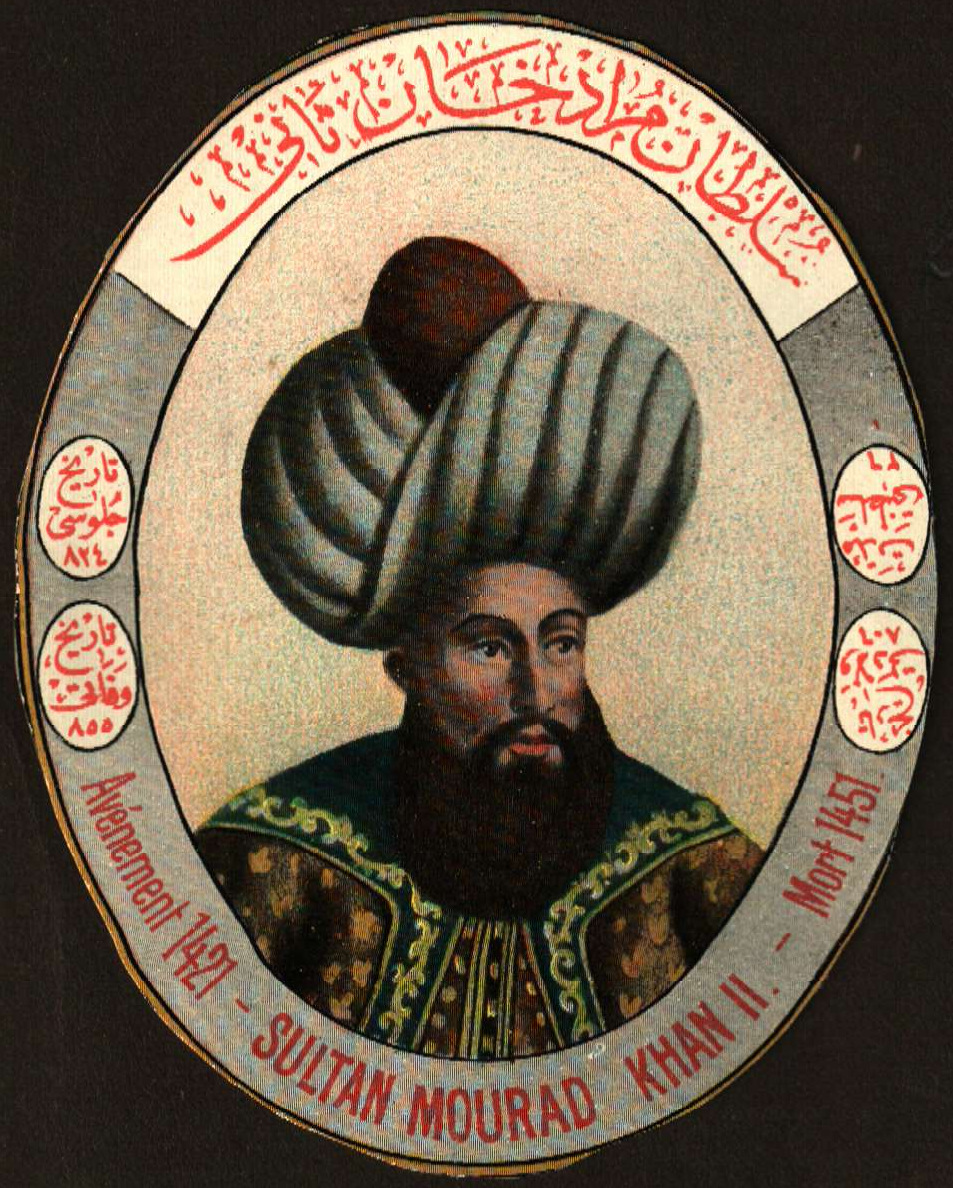
Мурад II

Подобными восстаниями началось и царствование его сына, Мурада II (1421—1451). Братья последнего, чтобы избегнуть смерти, успели заблаговременно бежать в Константинополь, где встретили дружеский приём. Мурад немедленно двинулся на Константинополь, но успел собрать только 20-тысячное войско и потому потерпел поражение. Однако при помощи подкупов ему удалось вскоре после того захватить и задушить своих братьев. Осаду Константинополя пришлось снять, и Мурад обратил своё внимание на северную часть Балканского полуострова, а позднее — на южную. На севере набрал силу трансильванский воевода Матьяш Хуньяди, который одержал над ним победы при Германштадте (1442) и Нише (1443), но вследствие значительного перевеса османских сил был наголову разбит на Косовом поле. Мурад завладел Фессалониками (раньше трижды завоёванными турками и вновь потерянными ими), Коринфом, Патрасом и значительной частью Албании.
Сильным противником его явился воспитанный при османском дворе и бывший любимцем Мурада албанский заложник Искандер-бег (или Скандербег), принявший ислам и содействовавший его распространению в Албании. Затем он хотел совершить новое нападение на Константинополь, не опасный для него в военном отношении, но очень ценный по своему географическому положению. Смерть помешала ему исполнить этот план, осуществлённый его сыном Мехмедом II (1451—1481).
Взятие Константинополя

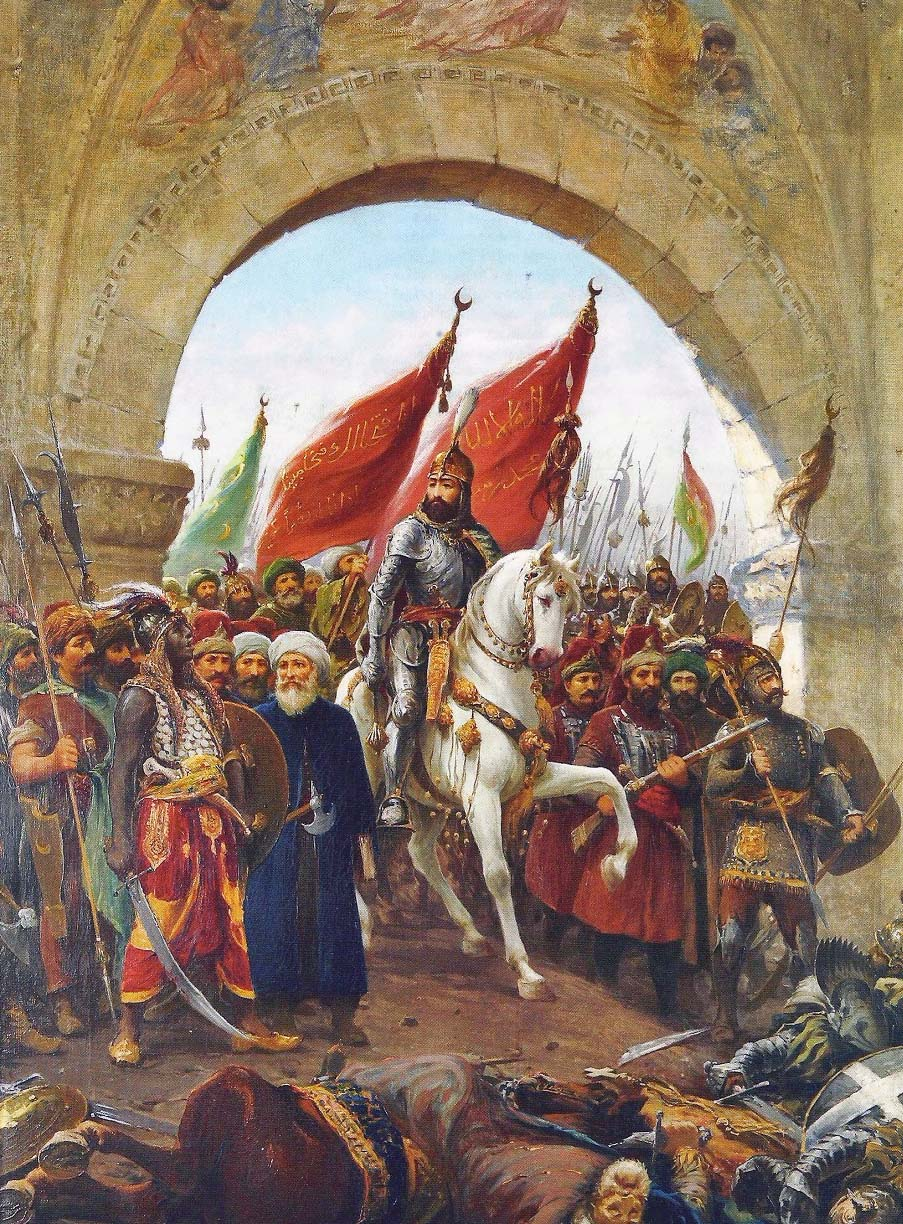
Мехмед II Фатих вступает в Константинополь со своей армией

Предлогом для войны послужило то, что Константин Палеолог, император византийский, не пожелал выдать Мехмеду его родственника Орхана (сына Сулеймана, внука Баязета), которого приберегал для возбуждения смут, как возможного претендента на османский престол. Во власти византийского императора была только небольшая полоса земли по берегу Босфора; численность войска его не превышала 6000, а характер управления империей делал её ещё слабее. В самом городе жило уже немало турок; византийскому правительству начиная ещё с 1396 г. приходилось разрешать постройку мусульманских мечетей рядом с православными храмами. Только чрезвычайно удобное географическое положение Константинополя и сильные укрепления давали возможность сопротивляться.
Мехмед II направил против города армию в 150 000 чел. и флот в 420 небольших парусных судов, блокировавших вход в Золотой Рог. Вооружение греков и военное их искусство было несколько выше турецкого, но и османы успели довольно хорошо вооружиться. Ещё Мурад II устроил несколько заводов для отливки пушек и производства пороха, которыми заведовали венгерские и иные христианские инженеры, принявшие ислам ради выгод ренегатства. Многие из турецких пушек производили много шума, но не наносили настоящего вреда неприятелю; некоторые из них разорвались и перебили значительное количество турецких солдат. Мехмед начал предварительные осадные работы осенью 1452 г., а в апреле 1453 г. приступил к правильной осаде. Византийское правительство обращалось за помощью к христианским державам; папа поспешил ответить обещанием проповеди крестового похода против турок, если только Византия согласится на соединение церквей; византийское правительство с негодованием отвергло это предложение. Из других держав одна Генуя прислала небольшую эскадру с 6000 чел. под начальством Джустиниани. Эскадра храбро прорвала турецкую блокаду и высадила на берег Константинополя десант, который удвоил силы осаждаемых. В течение двух месяцев продолжалась осада. Армия, как греческая, так и генуэзская, сопротивлялась чрезвычайно мужественно. Во главе её стоял император Константин Палеолог, который отчаянно дрался с турками и погиб с оружием в руках. 29 мая османы взяли город.

### Завоевания
Эпоха могущества Османской империи продлилась более 150 лет. В 1459 г. была завоёвана почти вся Сербия (кроме Белграда, взятого в 1521 г.) и обращена в османский пашалык. В 1460 г. завоёвано Афинское герцогство и вслед за ним почти вся Греция, за исключением некоторых приморских городов, оставшихся во власти Венеции. В 1462 г. завоёваны остров Лесбос и Валахия, в 1463 г. — Босния.
Завоевание Греции привело турок к столкновению с Венецией, вступившей в коалицию с Неаполем, папой и Караманом (самостоятельным мусульманским ханством в Малой Азии, в котором правил хан Узун Хасан).
Война длилась 16 лет в Морее, на Архипелаге и в Малой Азии одновременно (1463—79) и окончилась победой Османского государства. Венеция по Константинопольскому миру 1479 г. уступила Османам несколько городов в Морее, остров Лемнос и другие острова Архипелага (Негропонт был захвачен турками ещё в 1470 г.); Караманское ханство признало власть султана. После смерти Скандербега (1467) турки захватили Албанию, потом Герцеговину. В 1475 г. они вели войну с крымским ханом Менгли Гиреем и принудили его признать себя зависимым от султана. Победа эта имела для турок большое военное значение, так как крымские татары поставляли им вспомогательное войско, достигавшее временами 100 тыс. чел.; но впоследствии она сделалась роковой для турок, так как столкнула их с Россией и Польшей. В 1476 г. османы опустошили Молдавию и поставили её в вассальную зависимость.
В 1479 году османы нейтрализовали Венецианскую республику, заключив с ней мирный договор, который фактически развязал им руки в Средиземноморье. В 1480 году османы осадили Родос, что вселило в них ещё большую уверенность в своих силах. Летом 1480 г. османы осадили и взяли крепость Отранто в Неаполитанском королевстве. Османский флот начал совершать грабительские рейды на соседние города — Лечче, Таранто, Бриндизи и Вьесте. В Риме началась паника. Папа Сикст IV продумал планы эвакуации города и призвал европейские страны организовать крестовый поход против турок, который активно поддержала лишь Венгрия, приславшая около 1600 воинов для борьбы с турками, и Неаполь, собравший организованное ополчение. Османы оставили Отранто в 1481 г., когда умер Мехмед II.
Этим на некоторое время закончился период завоеваний. Османам принадлежал весь Балканский полуостров до Дуная и Савы, почти все острова Архипелага и Малая Азия до Трапезунда и почти до Евфрата, за Дунаем Валахия и Молдавия находились от них тоже в сильнейшей зависимости. Везде управляли или непосредственно османские чиновники, или местные правители, утверждавшиеся Портой и находившиеся у неё в полном подчинении.

### Правление Баязида II и Селима I
Ни один из предшествовавших султанов не сделал столько для расширения пределов Османской империи, как Мехмед II, оставшийся в истории с прозвищем «Завоеватель». Ему наследовал сын его Баязид II (1481—1512).
Страна пребывала в смуте. Младший брат Джем, опираясь на великого визиря Могамета-Карамание и пользуясь отсутствием Баязида в Константинополе в момент смерти отца, провозгласил себя султаном.

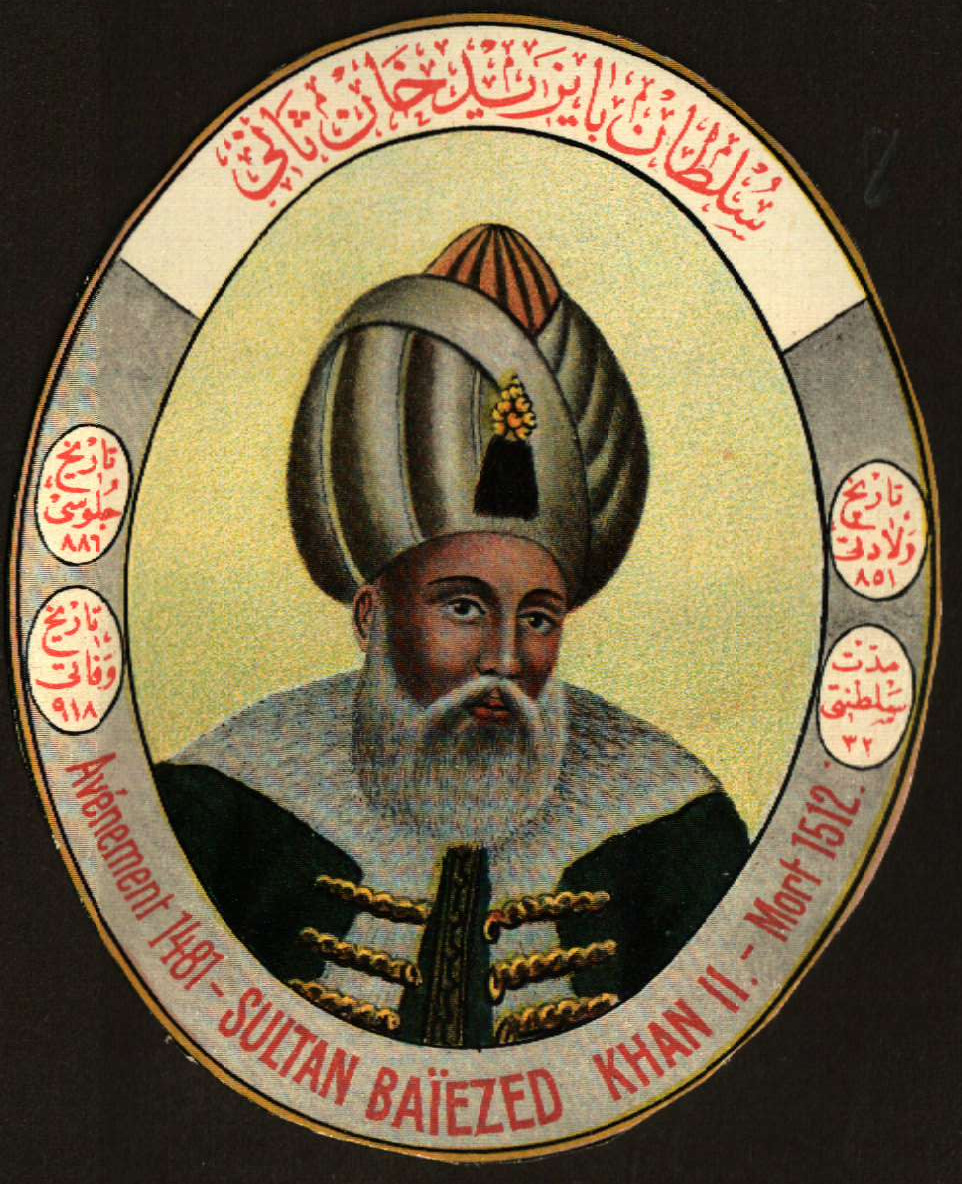
Баязид II

Баязид собрал оставшиеся верными войска; враждебные армии встретились при Ангоре. Победа осталась за старшим братом; Джем бежал на Родос, оттуда в Европу и после долгих странствований очутился в руках папы Александра VI, который предложил Баязиду отравить его брата за 300 000 дукатов. Баязид принял предложение, уплатил деньги, и Джем был отравлен (1495). Царствование Баязида отмечено ещё несколькими восстаниями его сыновей, окончившимися (кроме последнего) благополучно для отца; Баязет брал восставших и подвергал казни. Тем не менее, турецкие историки характеризуют Баязида как миролюбивого и кроткого человека, покровителя искусства и литературы.
Действительно, в османских завоеваниях наступила некоторая остановка, но скорее вследствие неудач, чем миролюбия правительства. Боснийский и сербский паши многократно совершали набеги на Далмацию, Штирию, Каринтию и Крайну и подвергали их жестокому опустошению; несколько раз делались попытки взять Белград, но безуспешно. Смерть Матьяша Корвина (1490), вызвала анархию в Венгрии и, казалось, благоприятствовала замыслам османов против этого государства.
Продолжительная война, ведущаяся с некоторыми перерывами, окончилась, однако, не особенно благоприятно для турок. По миру, заключённому в 1503 году, Венгрия отстояла все свои владения и хотя должна была признать право Османской империи на дань с Молдавии и Валахии, но не отказалась от верховных прав на эти два государства (скорее в теории, чем в действительности). В Греции были завоёваны Наварин (Пилос), Модон и Корон (1503).
Ко времени Баязида II относятся первые отношения государства Османов с Россией: в 1495 году в Константинополе появились послы великого князя Ивана III, чтобы обеспечить русским купцам беспрепятственную торговлю в Османской империи. С Баязидом вступали в дружеские отношения и другие европейские державы, в особенности Неаполь, Венеция, Флоренция, Милан и папа, ища его дружбы; Баязид искусно балансировал между всеми.
В это же время Османская империя ведёт войну с Венецией за Средиземноморье, и наносит ей поражение в 1505 году.
Главное его внимание было обращено на Восток. Он начал войну с Персией, но не успел её окончить; в 1510 году против него восстал во главе янычар его младший сын Селим, разбил его и сверг с престола. Вскоре Баязид умер, по всей вероятности, от отравы; истреблены были и другие родственники Селима.
Война в Азии продолжалась при Селиме I (1512—20). Кроме обычного стремления османов к завоеваниям, у этой войны была и религиозная причина: турки были суннитами, Селим, как крайний ревнитель суннизма, страстно ненавидел персов-шиитов, по его приказу было уничтожено до 40 000 шиитов, живших на османской территории. Война велась с переменным успехом, но окончательная победа, хотя и далеко не полная, была на стороне турок. После Чалдыранского сражения 1514 года по миру 1515 г. иранский шах Исмаил Первый уступил Османской империи области Диярбакыр и Мосул, лежащие по верхнему течению Тигра.
Египетский султан Кансу-Гаври отправил к Селиму посольство с предложением мира. Селим велел перебить всех членов посольства. Кансу выступил ему навстречу; битва произошла в долине Дольбек. Благодаря своей артиллерии Селим одержал полную победу; мамелюки бежали, Кансу погиб во время побега. Дамаск открыл ворота победителю; вслед за ним подчинилась султану вся Сирия, а Мекка и Медина отдались под его покровительство (1516). Новый египетский султан Туман Бей после нескольких поражений должен был уступить Каир турецкому авангарду; но ночью он проник в город и истребил турок. Селим, не будучи в состоянии взять Каир без упорной борьбы, предложил его жителям сдаться на капитуляцию с обещанием своих милостей; жители сдались — и Селим произвёл в городе страшную резню. Обезглавлен был и Туман Бей, когда во время отступления он был разбит и взят в плен (1517).
Селим попрекал его за то, что он не желал подчиниться ему, повелителю правоверных, и развил смелую в устах мусульманина теорию, по которой он, как властитель Константинополя, есть наследник Восточной Римской империи и, следовательно, имеет право на все земли, когда-либо входившие в её состав.

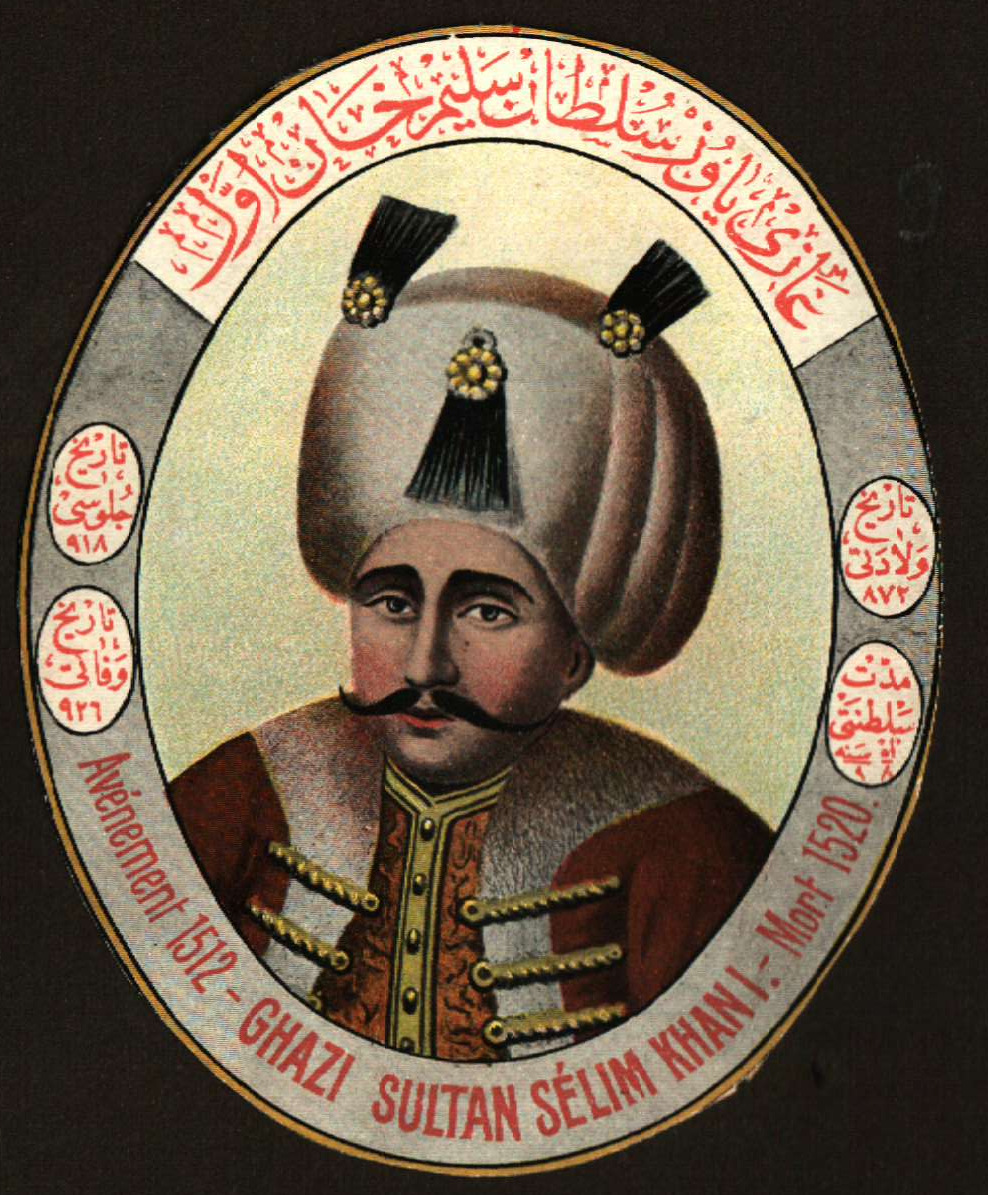
Селим I

Понимая невозможность управлять Египтом исключительно через посредство своих пашей, которые в конце концов неизбежно должны были бы сделаться независимыми, Селим сохранил рядом с ними 24 вождей мамлюков, которые считались подчинёнными паше, но пользовались известной самостоятельностью и могли жаловаться на пашу в Константинополь. Селим был один из самых жестоких османских султанов; кроме своего отца и братьев, кроме бесчисленного множества пленников, он в течение восьми лет своего царствования казнил семь своих великих визирей. Вместе с тем он покровительствовал литературе и сам оставил значительное число турецких и арабских стихотворений. В памяти турок он остался с прозвищем Явуз (непреклонный, суровый).

### Правление Сулеймана I

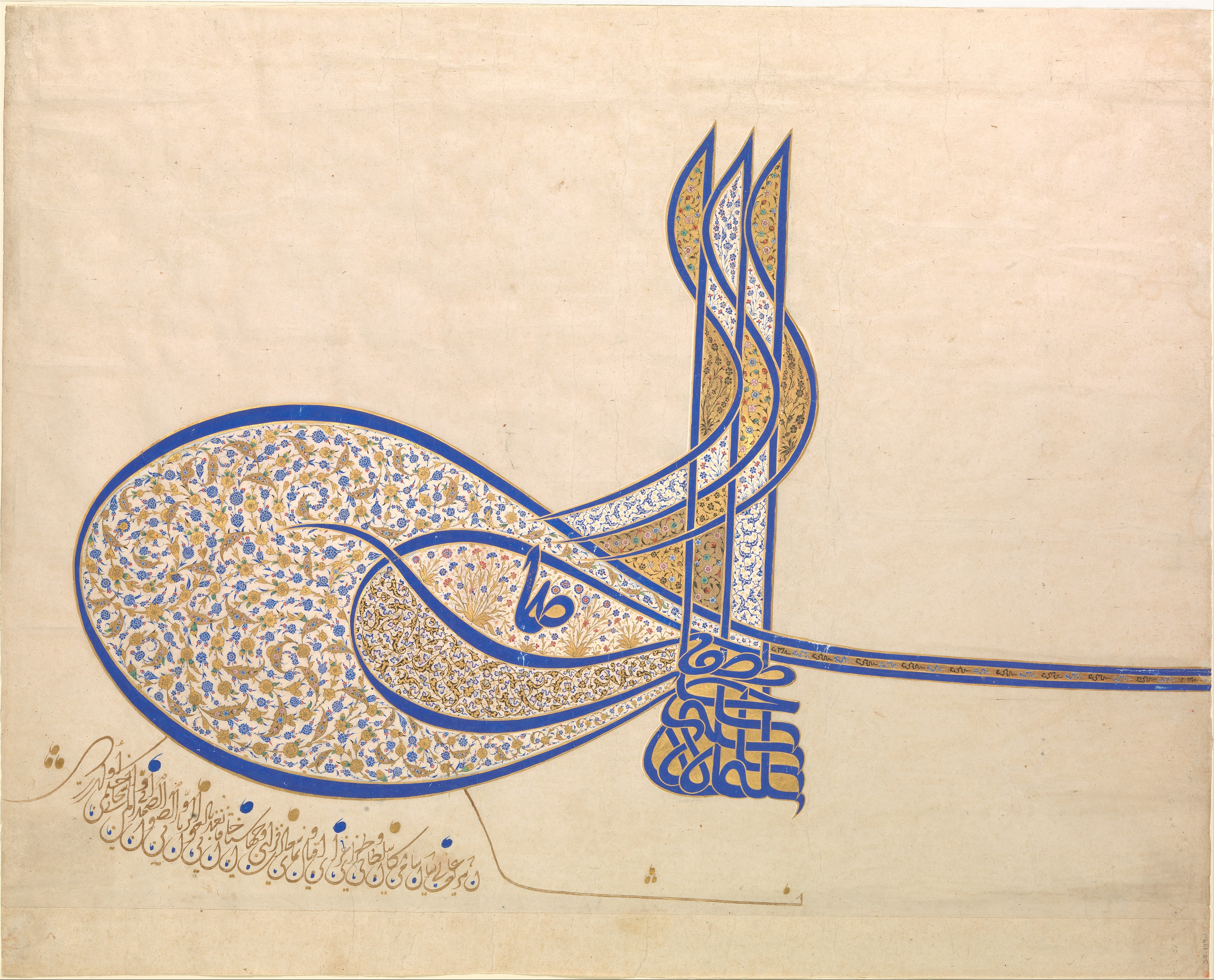
Тугра Сулеймана Великолепного (1520)

Сын Селима Сулейман I (1520—1566), прозванный христианскими историками Великолепным или Великим, был прямой противоположностью отцу. Он не был жесток и понимал политическую цену милосердия и формальной справедливости; он начал своё царствование с того, что отпустил на свободу несколько сотен египетских пленников из знатных семей, содержавшихся Селимом в цепях.
Европейские торговцы шёлком, ограбленные на османской территории в начале его царствования, получили от него щедрое денежное вознаграждение. Более, чем его предшественники, он любил пышность, которою его дворец в Константинополе поражал европейцев. Хотя он не отказывался от завоеваний, но не любил войны, только в редких случаях лично становясь во главе войска. Особенно высоко он ценил дипломатическое искусство, которое приносило ему немаловажные победы. Тотчас после вступления на престол он завязал мирные переговоры с Венецией и заключил с ней в 1521 г. договор, признавший за венецианцами право торговли на турецкой территории и обещавший им охрану их безопасности; обе стороны обязались выдавать друг другу беглых преступников. С тех пор Венеция хотя и не держала в Константинополе постоянного посланника, но посольства из Венеции в Константинополь и обратно отправлялись более или менее регулярно. В 1521 г. османские войска взяли Белград после того, как король Венгрии Лайош Второй позволил умертвить османского посланника. В 1522 году Сулейман высадил большое войско на Родос. Шестимесячная осада главной цитадели рыцарей-иоаннитов закончилась её капитуляцией, после чего турки приступили к завоеванию Триполи и Алжира в Северной Африке.

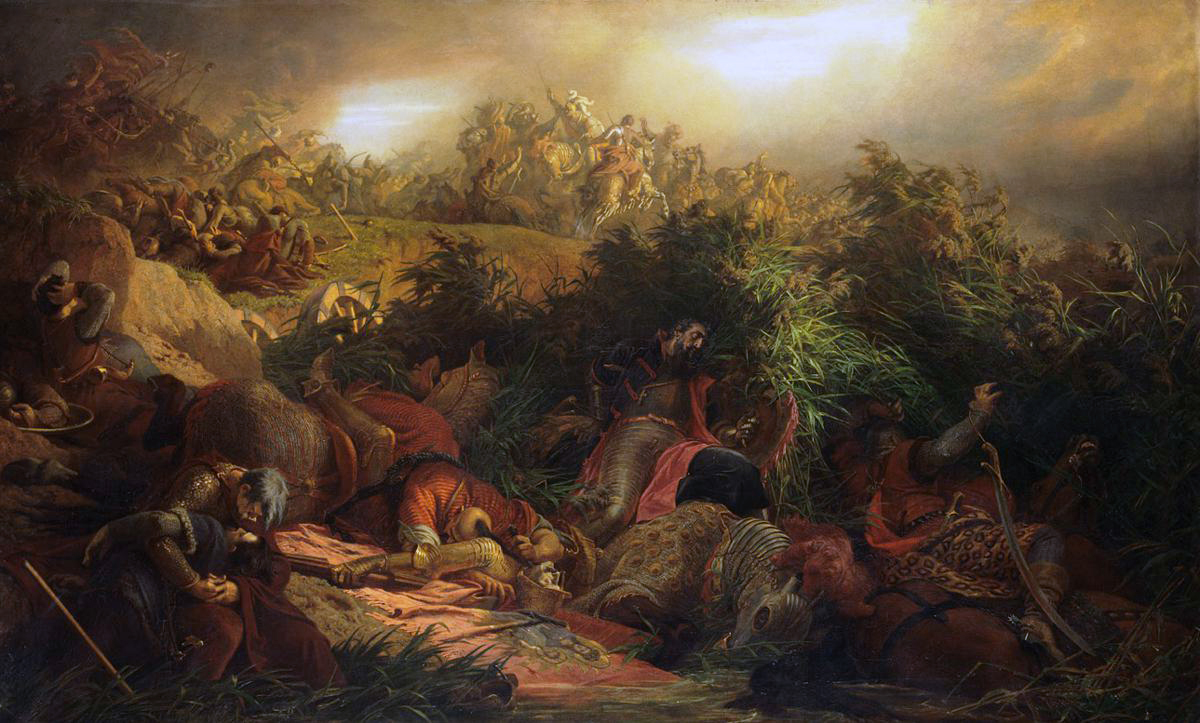
Мохачская битва (1526)

В 1526 г. османские войска под командованием Сулеймана I вторглись в Венгрию и разбили в Мохачской битве армию короля Венгрии Лайоша Ягеллона. Поначалу турки добились весьма значительных успехов: в восточной части Венгрии им удалось создать марионеточное государство, ставшее вассалом Османской империи, они захватили Буду, разорили огромные территории в Австрии. В 1529 году султан двинул своё войско на Вену, намереваясь захватить австрийскую столицу, но это ему не удалось. 27 сентября началась осада Вены, турки минимум в 7 раз превосходили числом осаждённых. Но погода была против турок — по пути к Вене из-за непогоды они потеряли множество пушек и вьючных животных, в их лагере начались болезни. А австрийцы время даром не теряли — они заблаговременно укрепили городские стены, а эрцгерцог Австрии Фердинанд I привёл в город немецких и испанских наёмников (его старший брат Карл V Габсбург был одновременно императором Священной Римской империи и королём Испании). Тогда турки сделали ставку на подрыв стен Вены, но осаждённые постоянно делали вылазки и уничтожали все турецкие траншеи и подземные ходы. Ввиду надвигающейся зимы, болезней и массового дезертирства туркам пришлось уйти уже через 17 дней после начала осады, 14 октября.

#### Союз с Францией
Ближайшим соседом Османского государства и самым опасным врагом её была Австрийская монархия, и вступить с ней в серьёзную борьбу, не заручившись чьей-либо поддержкой, было рискованно. Естественным союзником османов в этой борьбе была Франция. Первые отношения между Османской империей и Францией начались ещё в 1483 году; с тех пор оба государства несколько раз обменивались посольствами, но это не приводило к практическим результатам.
В 1517 году король французский Франциск I предлагал императору германскому и Фердинанду Католическому союз против турок с целью изгнания их из Европы и дележа их владений, но союз этот не состоялся: интересы названных европейских держав были слишком противоположны друг другу. Напротив, Франция и Османская империя нигде не соприкасались друг с другом и ближайших поводов для вражды у них не было. Поэтому Франция, которая когда-то принимала столь горячее участие в крестовых походах, решилась на смелый шаг: на настоящий военный союз с мусульманской державой против державы христианской. Последний толчок дала неудачная для французов битва при Павии, во время которой король попал в плен. Регентша Луиза Савойская отправила в феврале 1525 года посольство в Константинополь, но оно было избито турками в Боснии. Не смущаясь этим событием, Франциск I из плена отправил султану посланца с предложением союза; султан должен был напасть на Венгрию, а Франциск обещал войну с Испанией. Одновременно и Карл V делал подобные же предложения османскому султану, но султан предпочёл союз с Францией.
Вскоре после того Франциск отправил в Константинополь просьбу разрешить в Иерусалиме восстановление хотя бы одной католической церкви, но получил от султана решительный отказ во имя принципов ислама вместе с обещанием всяческого покровительства христианам и охраны их безопасности (1528).

#### Военные успехи
По перемирию 1547 г. вся южная часть Венгрии до Офена включительно обратилась в османскую провинцию, разделённую на 12 санджаков; северная перешла во власть Австрии, но с обязательством платить султану за неё 50 000 дукатов дани ежегодно (в немецком тексте договора дань была названа почётным подарком — Ehrengeschenk). Верховные права Османской империи над Валахией, Молдавией и Трансильванией были подтверждены миром 1569 г. Этот мир мог состояться только потому, что Австрия истратила громадные суммы денег на подкуп турецких уполномоченных. Война Османов с Венецией окончилась в 1540 г. переходом во власть Османской империи последних владений Венеции в Греции и на Эгейском море. В новой войне с Персией османцы заняли в 1536 г. Багдад, в 1553 г. — Грузию. Этим они достигли апогея своего политического могущества. Османский флот свободно плавал по всему Средиземному морю до Гибралтара и в Индийском океане нередко грабил португальские колонии. При этом сам султан Сулейман в 1566 году начал очередную войну с Австрией, но умер в ходе Сигетварского похода.
В 1535 или 1536 г. был заключён между Османской империей и Францией новый договор «о мире, дружбе и торговле»; Франция имела отныне постоянного посланника в Константинополе и консула в Александрии. Подданным султана во Франции и подданным короля на территории Османского государства гарантировалось право свободно разъезжать по стране, покупать, продавать и обменивать товары под охраной местных властей на начале равноправности. Тяжбы между французами в Османской империи должны были разбираться французскими консулами или посланниками; в случае тяжбы между турком и французом французам предоставлялась защита их консулом.
В порядке внутреннего управления за время Сулеймана произошли некоторые перемены. Прежде султан почти всегда лично присутствовал в диване (министерском совете): Сулейман редко в нём появлялся, предоставляя, таким образом, больший простор своим визирям. Ранее должности визиря (министра) и великого визиря, и также наместника пашалыка предоставлялись обыкновенно людям более или менее опытным в управлении или военном деле; при Сулеймане в этих назначениях стал играть заметную роль гарем, а также и денежные подарки, даваемые претендентами на высокие посты. Это вызывалось нуждой правительства в деньгах, но скоро сделалось как бы нормой права и было главной причиной упадка Порты. Расточительность правительства дошла до небывалых размеров; правда, доходы правительства благодаря успешному сбору даней тоже значительно возросли, но, несмотря на это, султану пришлось нередко прибегать к порче монеты. Одновременно великие визири пытались фактически управлять империей, в частности это получилось у Ибрагима — паши Паргалы, хотя последний был казнен в 1536 г.

### Правление Селима II

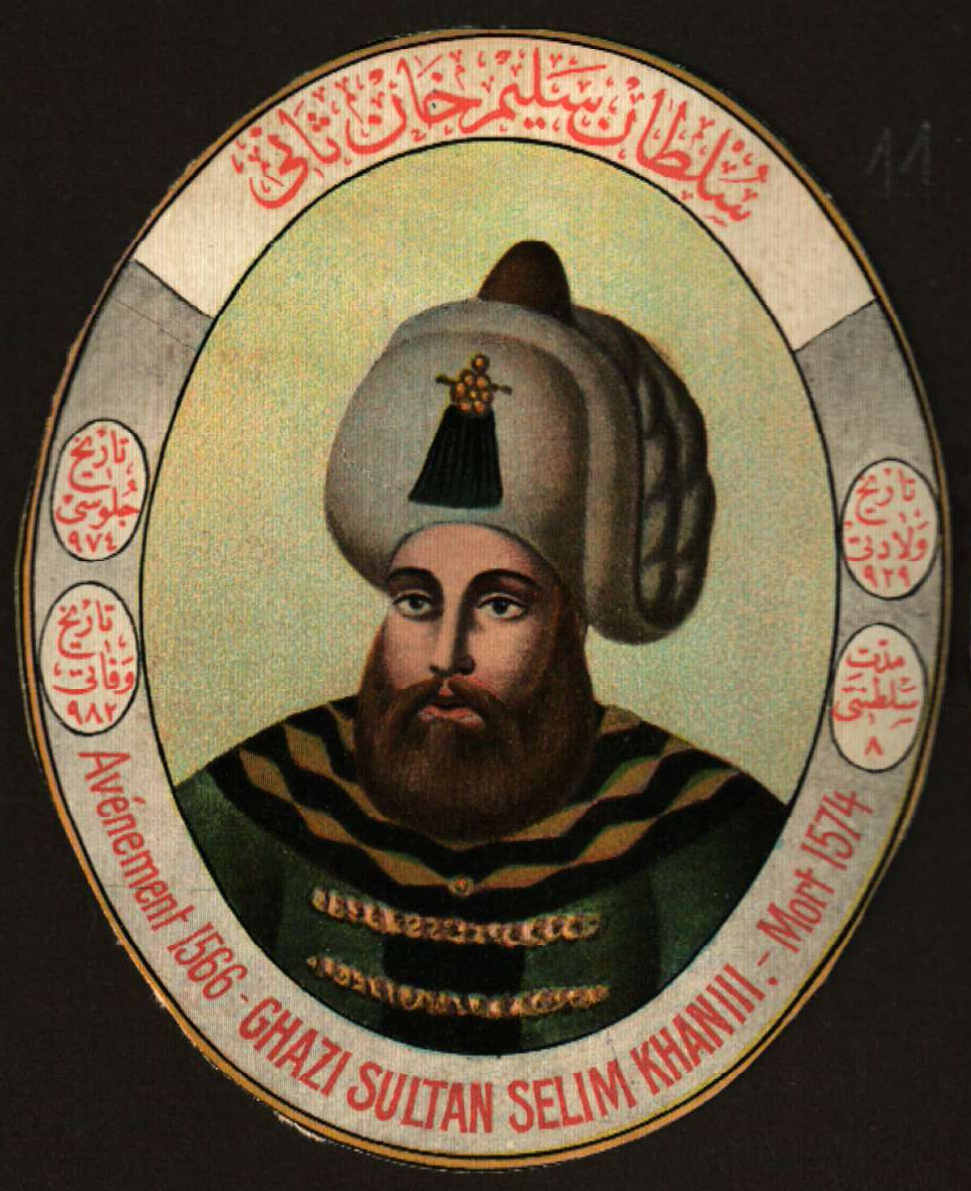
Селим II

Сын и наследник Сулеймана Великолепного Селим II (1566—1574) вступил на престол, не имея нужды казнить братьев, так как об этом позаботился его отец, желая в угоду своей любимой последней жене обеспечить за ним престол. Селим царствовал благополучно и оставил своему сыну государство, не только не уменьшившееся территориально, но даже увеличившееся; этим, во многом, он был обязан уму и энергии своего зятя великого визиря Мехмеда Соколлу. Соколлу закончил покорение Аравии, которая ранее находилась только в слабой зависимости от Порты.

Битва при Лепанто (1571)

Он потребовал от Венеции уступки острова Кипра, что повлекло за собой войну между Османской империей и Венецией (1570—1573); османцы потерпели тяжёлое морское поражение при Лепанто (1571), но, несмотря на это, в конце войны захватили Кипр и смогли его удержать; кроме того, они обязали Венецию уплатить 300 тыс. дукатов военной контрибуции и платить дань за обладание о-вом Занте в размере 1500 дукатов. В 1574 г. османцы овладели Тунисом, который ранее принадлежал испанцам; Алжир и Триполи уже ранее признавали свою зависимость от Османов. Соколлу задумывал два великих дела: соединение Дона и Волги каналом, которое, по его мнению, должно было упрочить власть Османской империи в Крыму и вновь подчинить ей Астраханское ханство, уже завоёванное Москвой, — и прорытие Суэцкого перешейка. Осуществить это было, однако, не по силам османскому правительству.
При Селиме II состоялась османская экспедиция в Ачех, приведшая к установлению долговременных связей между Османской империей и этим отдалённым малайским султанатом. Одновременно при этом султане из династии Османов наступил период «женского султаната», когда женщины из гарема приобрели фактическую власть в Османской империи.

### Правление Мурада III и Мехмеда III
Во время царствования Мурада III (1574—1595) Османская империя вышла победительницей из упорной войны с Персией, захватив весь Западный Иран и Кавказ. Однако фактическая власть в империи принадлежала его матери Нурбану и сам упадок империи османов усилился.
Сын Мурада Мехмед III (1595—1603) при вступлении на престол казнил 19 братьев. Однако он фактически не интересовался государственными делами. При нём государством в значительной степени управляла его мать Сафие — султан через посредство великих визирей, часто сменявших друг друга.
Усиленная порча монеты и возвышение податей не раз приводили к восстаниям в различных частях государства, в частности, к смуте Джелали. Царствование Мехмеда было наполнено войной с Австрией, которая началась ещё при Мураде в 1593 г. и окончилась только в 1606 г., уже при Ахмеде I (1603—17). Окончилась она Ситваторокским миром 1606 г., знаменующим поворот во взаимных отношениях между Османской империей и Европой. Никакой новой дани не было наложено на Австрию; напротив, она освободилась от прежней дани за Венгрию, единовременно выплатив контрибуцию в 200 000 флоринов. В Трансильвании правителем был признан враждебный Австрии Стефан Бочкай с его мужским потомством. Молдавию, неоднократно пытавшуюся выйти из вассалитета, удалось отстоять в ходе пограничных конфликтов с Речью Посполитой и Габсбургами. С этого времени территории Османского государства более не расширялась иначе, как на короткий срок. Печальные последствия для Османской империи имела война с Персией 1603—18 гг., в которой турки понесли несколько серьёзных поражений и должны были уступить Восточно-Грузинские земли, Восточную Армению, Ширван, Карабах, Азербайджан с Тавризом и некоторые другие местности.

## Упадок империи (1617—1757)
Правление Ахмеда I, при котором было подавлено восстание Джелали, привело к тому, что сложилась дилемма насчет вступления на трон. Его брат Мустафа I (1617—1618), психически больной человек, вскоре был низложен, и на престол вступил старший сын Ахмеда Осман II (1618—1622). После неудачной Хотинской войны с Польшей он сделал попытку заменить корпус янычар и провести другие реформы, однако в 1622 году его свергли и убили. На престол был вновь возведён Мустафа I и вновь через несколько месяцев свергнут с престола, а через несколько лет умер в застенках кафеса, вероятно, от отравления.
Младший брат Османа, Мурад IV (1623—1640), намерен был, казалось, восстановить прежнее величие Османской империи. Хотя первые годы его правления выдались неспокойными, а власть в империи до 1632 года принадлежала его матери Кёсем — султан. Это был жестокий и жадный тиран, напоминавший Селима Явуза, но вместе с тем способный администратор и энергичный воин. По исчислениям, точность которых не может быть удостоверена, при нём казнено до 25 000 чел. Нередко он казнил богатых людей исключительно для того, чтобы конфисковать их имущество. В частности, был казнен впервые в истории Османского государства шейх-уль-ислам. При нем была война с Польшей 1633—1634 гг. Он вновь отвоевал в войне с персами (1623—1639) Тавриз, Ереван и Багдад; ему удалось также нанести поражение венецианцам и заключить с ними выгодный мир. Он усмирил опасное восстание друзов Леванта (1623—1637); но восстание крымских татар почти вовсе освободило их от османской власти. Опустошения Черноморского побережья, производимые казаками, остались для них безнаказанными.
Во внутреннем управлении Мурад стремился ввести некоторый порядок и некоторую экономию в финансах; однако все его попытки оказались неосуществимыми. При этом он казнил своих братьев Баязида, Касыма и Сулеймана и намеревался передать османский трон крымскому хану.
При его брате и наследнике Ибрагиме Дели (Безумном) (1640—1648), при котором государственными делами вновь заведовал гарем, были потеряны все приобретения его предшественника. В частности, при нем началась затяжная Кандийская война с Венецией. Сам султан с ведома Кёсем — султан был свергнут, а затем и задушен янычарами, возведшими на престол его семилетнего сына Мехмеда IV (1648—1687). Фактическими правителями государства в первое время царствования последнего были Кёсем и её невестка Турхан; все государственные должности замещались их ставленниками, управление находилось в полном расстройстве, финансы достигли крайнего упадка. Несмотря на это, османскому флоту удалось нанести серьёзное морское поражение Венеции и прорвать блокаду Дарданелл, которая с переменным успехом держалась с 1654 г.

### Русско-турецкая война 1686—1700

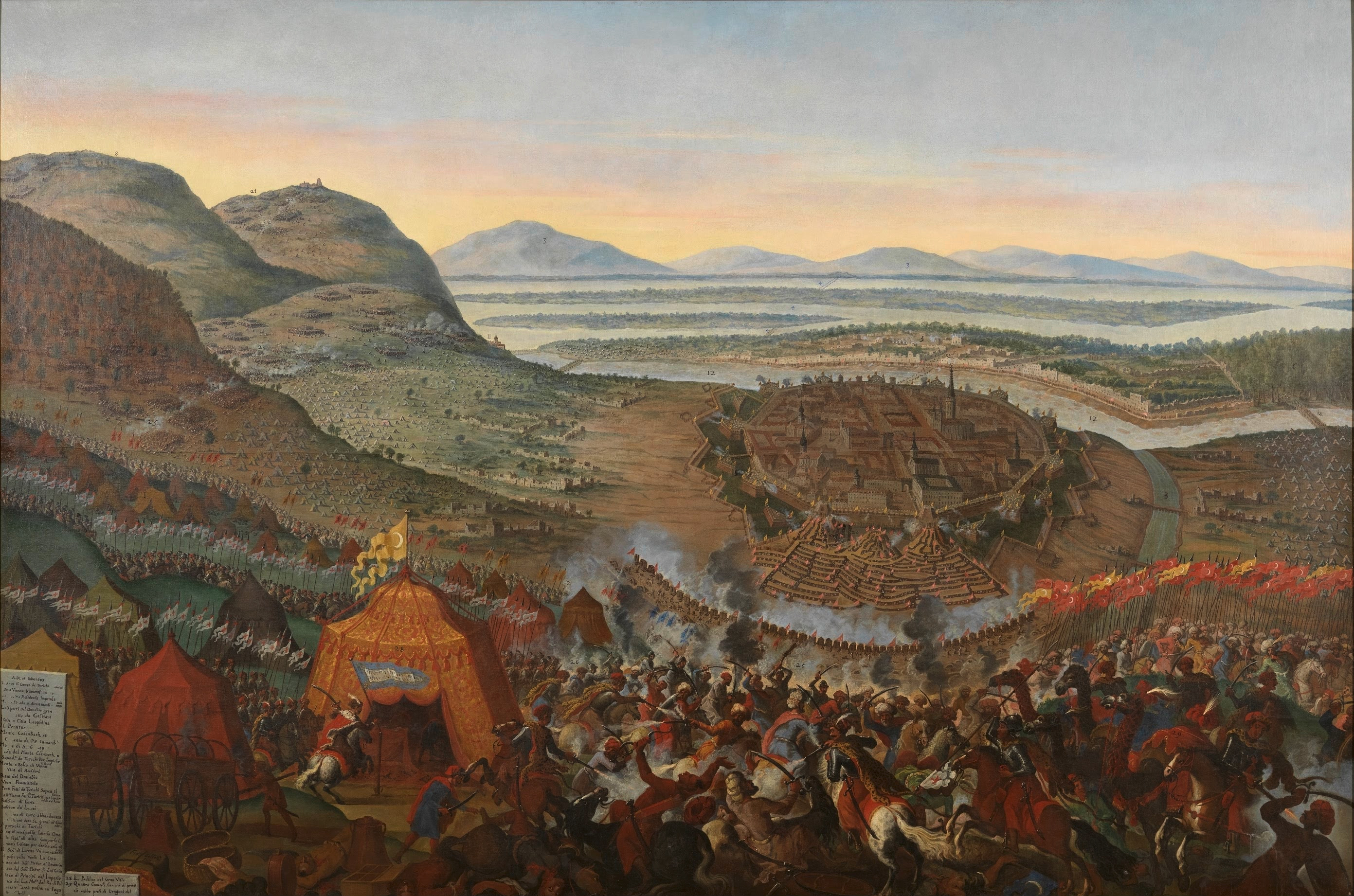
Венская битва (1683)

В 1656 году пост великого визиря захватил энергичный человек Кёпрюлю Мехмед-паша, который сумел усилить дисциплину армии и нанести несколько поражений врагам. Австрия должна была заключить в 1664 году не особенно для неё выгодный мир в Васваре. В 1669 году турки завоевали Крит, а в 1672 году по результатам первого этапа Польско-турецкой войны, по Бучачскому миру, получили от Речи Посполитой Подолию и даже часть правобережной Украины.
Этот мир вызвал негодование народа и сейма, и война началась снова. В ней приняла участие и Россия; зато на стороне османов стояла значительная часть казаков во главе с гетманом П. Дорошенко. Во время войны умер великий визирь Фазыл Ахмед-паша Кёпрюлю после 15-летнего управления страной (1661—1676). Война, шедшая с переменным успехом, окончилась с Польшей Журавенским договором (1676), с Россией Бахчисарайским перемирием, заключённым в 1681 году на 20 лет, на начале статус-кво. Правобережная Украина, представлявшая после войны настоящую пустыню, и Подолия остались в руках турок.
Османы легко согласились на мир, так как у них на очереди стояла война с Австрией, которую предпринял преемник Ахмет-паши Мерзифонлу Кара Мустафа-паша. Османцам удалось проникнуть до Вены и осадить её (с 24 июля до 12 сентября 1683 года), но осаду пришлось снять, когда польский король Ян Собеский заключил союз с Австрией, поспешил на помощь Вене и одержал около неё блестящую победу над османским войском. В Белграде Кара-Мустафу встретили посланцы от султана, имевшие приказ доставить в Константинополь голову неспособного полководца, что и было исполнено. В 1684 году к коалиции Австрии и Речи Посполитой против Османской империи примкнула и Венеция, позднее и Россия.
В ходе войны, в которой османам уже пришлось не нападать, а защищаться на собственной территории. В 1687 году великий визирь Сары Сулейман-паша был разбит при Мохаче. Поражение османских войск вызвало раздражение янычар, которые оставались в Константинополе, бунтуя и грабя. Под угрозой восстания, Мехмед IV послал им голову Сулеймана, но это не спасло его самого: янычары низвергли его при помощи фетвы муфтия и насильно возвели на престол его брата, Сулеймана II (1687—1691), человека преданного пьянству и совершенно неспособного к управлению. Война продолжалась при нём и при его братьях, Ахмеде II (1691—1695) и Мустафе II (1695—1703). Венецианцы овладели Мореей; австрийцы взяли Белград (вскоре опять доставшийся османам) и все значительные крепости Венгрии, Славонии, Трансильвании; поляки заняли значительную часть Молдавии.
В 1699 году война была закончена Карловицким мирным договором, который был первым, по которому Османская империя не получала ни дани, ни временной контрибуции. Значение его существенно превосходило значение Ситваторокского мира. Стало для всех ясно, что военное могущество Османов не настолько велико и что внутренние неурядицы расшатывают их государство всё более и более.
В самой империи Карловицкий мир вызвал среди более образованной части населения сознание необходимости некоторых реформ. Это сознание уже ранее имели Кёпрюлю — семья, давшая государству в течение 2-й половины XVII и начала XVIII века 5 великих визирей, принадлежавших к самым замечательным государственным людям Османской империи. Уже в 1690 году великий визирь Фазыл Мустафа-паша Кёпрюлю издал Низами-Джедид (осман. Nizam-ı Cedid‎ — «Новый порядок»), установивший максимальные нормы поголовных податей, взимаемых с христиан; но закон этот не имел практического применения. После Карловицкого мира христианам в Сербии и Банате были прощены подати за год; высшее правительство в Константинополе стало по временам заботиться о защите христиан от поборов и других притеснений. Недостаточные для того, чтобы примирить христиан с турецким гнётом, эти меры раздражали янычар и турок.

### Участие в Северной войне

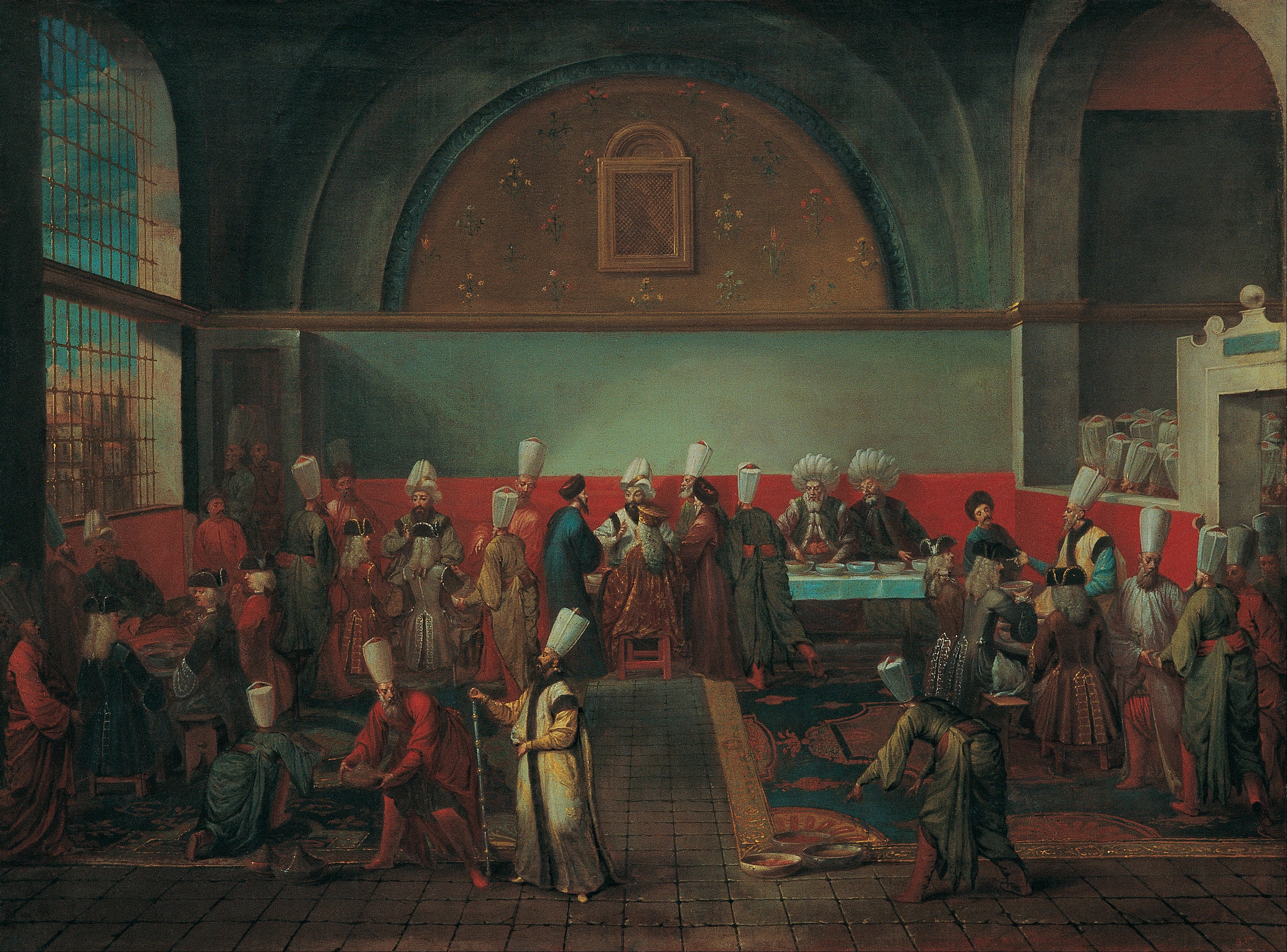
Послы во дворце Топкапы

Брат и наследник Мустафы, Ахмед III (1703—1730), возведённый на трон восстанием янычар, обнаружил неожиданную смелость и самостоятельность. Он арестовал и спешно казнил многих офицеров войска янычар и отрешил от должности и сослал посаженного ими великого визиря (садр-азам) Ахмеда-пашу. Новый великий визирь Дамад-Гассан паша усмирил восстания в разных местах государства, покровительствовал иностранным купцам, основывал школы. Скоро он был свергнут вследствие интриги, исходившей из гарема, и визири стали сменяться с поразительной быстротой; некоторые оставались во власти не более двух недель.
Османская империя не воспользовалась даже затруднениями, испытанными Россией во время Северной войны. Только в 1709 году она приняла бежавшего из-под Полтавы короля Швеции Карла XII и под влиянием его убеждений начала войну с Россией. К этому времени в османских правящих кругах уже существовала партия, которая мечтала не о войне с Россией, а о союзе с ней против Австрии; во главе этой партии стоял великий визирь Нуман-паша Кёпрюлю. Его падение, бывшее делом Карла XII, послужило сигналом к войне.
Положение Петра I, окружённого на Пруте 200 000 армией турок и татар, было крайне опасно. Гибель Петра была неизбежна, но великий визирь Балтаджи Мехмед-паша  поддался подкупу и выпустил Петра с армией. Прутский мирный договор закрепил уступку Азова (1711). Партия войны свергла Балтаджи-Мехмеда и сослала на Лемнос, но Россия дипломатическим путём добилась от Османской империи удаления Карла XII, для чего пришлось прибегнуть к силе.
В 1714—1718 годах османы вели войну с Венецией и в 1716—1718 годах — с Австрией. По Пассаровицкому миру (1718 год)а Османская империя получила обратно Морею, но отдала Австрии Белград с значительной частью Сербии, Банат, часть Валахии. В 1722 году, воспользовавшись прекращением династии и последовавшими затем смутами в Персии, османы начали религиозную войну против шиитов, которой они надеялись вознаградить себя за потери в Европе. Несколько поражений в этой войне и вторжение персов на османскую территорию вызвало новое восстание в Константинополе: Ахмед был низложен, и на престол возведён его племянник, сын Мустафы II, Махмуд I.

### Правление Махмуда I
При Махмуде I (1730—1754), составлявшем своей мягкостью и человечностью исключение в ряду османских султанов (он не убил свергнутого султана и его сыновей и вообще избегал казней), продолжалась война с Персией, не имевшая определённых результатов. Война с Австрией окончилась Белградским миром (1739), по которому турки получили Сербию с Белградом и Орсовой. Успешнее действовала против османов Россия, но заключение австрийцами сепаратного мира заставило и русских пойти на уступки; из своих завоеваний Россия сохранила только Азов, но с обязательством срыть укрепления.
В царствование Махмуда Ибрагимом Басмаджи была основана первая турецкая типография. Муфтий после некоторых колебаний дал фетву, которой во имя интересов просвещения благословлял начинание, а султан гатти-шерифом разрешил его. Было запрещено только печатать Коран и священные книги. В первый период существования типографии в ней было напечатано 15 сочинений (словари арабский и персидский, несколько книг по истории государства Османов и всеобщей географии, военное искусство, политическая экономия и т. д.). После смерти Ибрагима Басмаджи типография закрылась, новая возникла только в 1784 году.
Махмуду I, умершему естественной смертью, наследовал его брат Осман III (1754—1757), царствование которого протекло мирно и который умер так же, как и его брат.

## Попытки реформ (1757—1839)
Осману наследовал Мустафа III (1757—74), сын Ахмеда III. По вступлении на престол он твёрдо выразил намерение изменить политику Османской империи и восстановить блеск её оружия. Он задумывал довольно обширные реформы (между прочим, прорытие каналов через Суэцкий перешеек и через Малую Азию), открыто недолюбливал рабство и отпустил на волю значительное число невольников.
Всеобщее недовольство, и раньше не бывшее новостью в Османской империи, было особенно усилено двумя случаями: неизвестно кем был ограблен и уничтожен караван правоверных, возвращавшихся из Мекки, и турецкий адмиральский корабль был захвачен отрядом морских разбойников греческой национальности. Всё это свидетельствовало о крайней слабости государственной власти.
Для урегулирования финансов Мустафа III начал с экономии в собственном дворце, но вместе с тем допустил порчу монеты. При покровительстве Мустафы была открыта в Константинополе первая публичная библиотека, несколько школ и больниц. Он очень охотно заключил в 1761 году договор с Пруссией, которым предоставлял прусским торговым кораблям свободное плавание в османских водах; прусские подданные в Османской империи были подчинены юрисдикции своих консулов. Россия и Австрия предлагали Мустафе 100 000 дукатов за отмену прав, данных Пруссии, но безуспешно: Мустафа желал возможно более сблизить своё государство с европейской цивилизацией.
Дальше попытки реформ не пошли. В 1768 году султан должен был объявить войну России, длившуюся 6 лет и окончившуюся Кучук-Кайнарджийским миром 1774 года. Мир был заключён уже при брате и наследнике Мустафы, Абдул-Хамиде I (1774—1789).

### Правление Абдул-Хамида I
Империя в это время чуть ли не повсеместно находилась в состоянии брожения. Греки, возбуждённые Орловым, волновались, но, оставленные русскими без помощи, сравнительно быстро и легко были усмирены и жестоко наказаны. Ахмед-паша Багдадский объявил себя независимым; Тахер, поддерживаемый арабскими кочевниками, принял звание шейха Галилеи и Акры; Египет под властью Мухаммад Бея и не думал уплачивать дани; Северная Албания, которой управлял Махмуд, паша Скутарийский, находилась в состоянии полного восстания; Али, паша Янинский, явно стремился к основанию самостоятельного царства.
Всё царствование Адбул-Хамида было занято усмирением этих восстаний, которое не могло быть достигнуто вследствие отсутствия у османского правительства денег и дисциплинированного войска. К этому присоединилась новая война с Россией и Австрией (1787—1791), опять неудачная для османов. Она окончилась Ясским миром с Россией (1792), по которому Россия окончательно приобрела Крым и пространство между Бугом и Днестром, и Систовским миром с Австрией (1791). Последний был сравнительно благоприятен для Османской империи, так как её главный враг, Иосиф II, умер, а Леопольд II направлял всё своё внимание на Францию. Австрия возвратила Османам большую часть сделанных ею в эту войну приобретений.
Мир был заключён уже при племяннике Абдул Хамида, Селиме III (1789—1807). Кроме территориальных потерь, война внесла в жизнь Османского государства одно существенное изменение: перед её началом (1785) империя заключила свой первый государственный долг, сперва внутренний, гарантированный некоторыми государственными доходами.

### Правление Селима III
Султан Селим III первым осознал глубокий кризис Османской империи и приступил к реформированию военной и государственной организации страны. Энергичными мерами правительство очистило Эгейское море от пиратов; оно покровительствовало торговле и народному образованию. Главное его внимание было обращено на армию. Янычары доказали свою почти полную бесполезность на войне, в то же время держа страну в периоды мира в состоянии анархии. Их формирования султан намеревался заменить армией европейского образца, но поскольку было очевидно, что сразу невозможно заменить всю старую систему, то реформаторы уделили определённое внимание улучшению положения традиционных формирований. В ряду других реформ султана были мероприятия по усилению боеспособности артиллерии и флота. Правительство озаботилось переводом на османский язык лучших иностранных сочинений по тактике и фортификации; пригласило на преподавательские места в артиллерийском и морском училищах французских офицеров; при первом из них основало библиотеку иностранных сочинений по военным наукам. Были улучшены мастерские для отливки пушек; военные суда нового образца заказывались во Франции. Это все были предварительные меры.

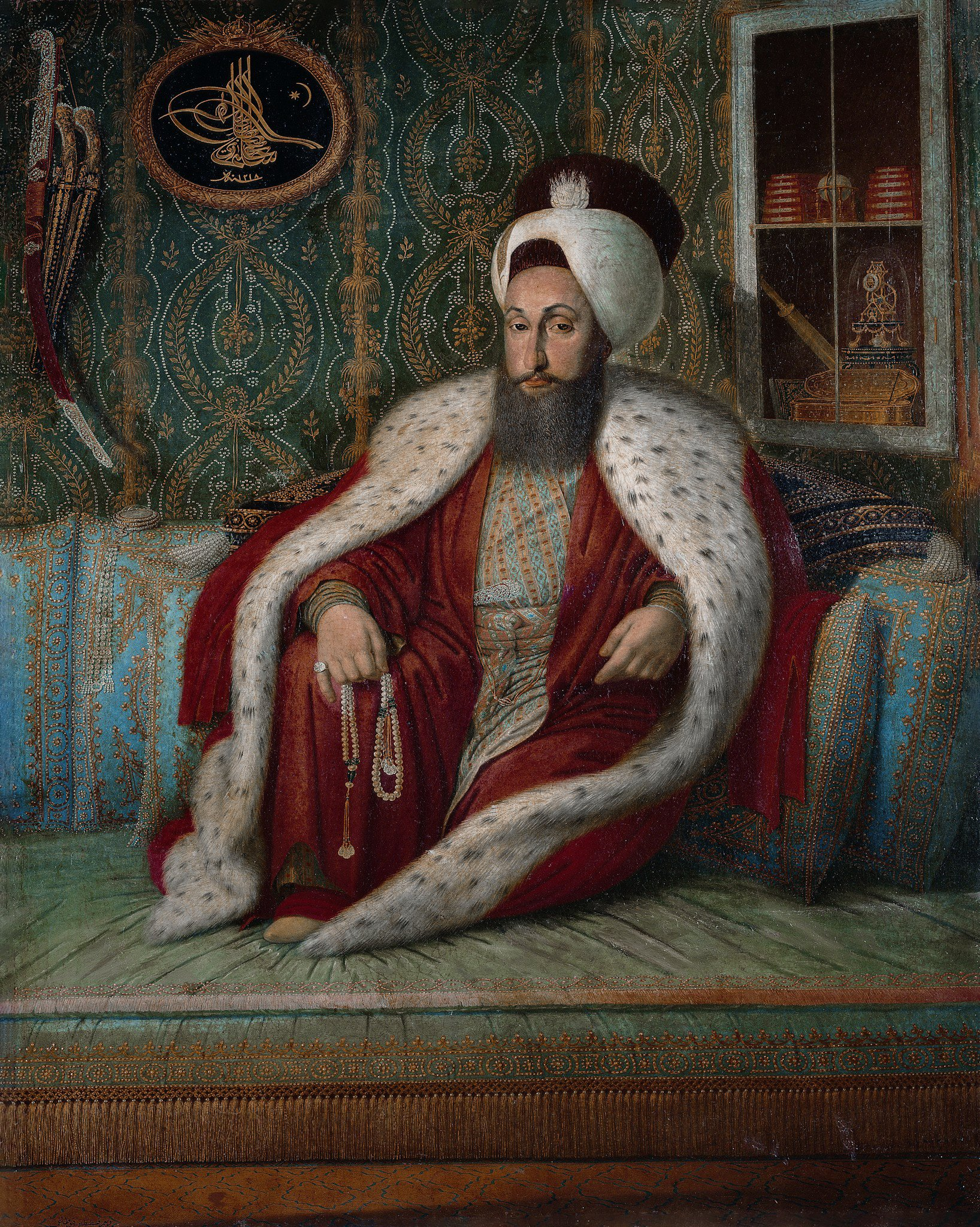
Султан Селим III

Султан явно желал перейти к реорганизации внутреннего строя армии; он установил для неё новую форму и стал вводить более строгую дисциплину; янычар нововведения не коснулись. В это время Порте пришлось столкнуться с двумя серьёзными вызовами: во-первых, восстание видинского паши Пасван-Оглу (1797), который явно пренебрегал приказами, исходившими от правительства, во-вторых — египетская экспедиция Наполеона.
Кучук-Гуссейн двинулся против Пасван-Оглу и вёл с ним настоящую войну, не имевшую определённого результата. Правительство вступило наконец в переговоры с мятежным наместником и признало его пожизненные права на управление Видинским пашалыком, в действительности — на началах почти полной независимости.
В 1798 году Франция под руководством генерала Бонапарта начала вторжение а Египет, потом и в Сирию. На сторону Османской империи стала Великобритания, уничтожившая французский флот в битве при Абукире. Экспедиция не имела для османов серьёзных результатов. Формально Египет остался во власти Османской империи, фактически — во власти мамлюков.
Едва окончилась война с французами (1801), как началось восстание янычар в Белграде, недовольных реформами в армии. Притеснения с их стороны вызвали народное движение в Сербии (1804) под начальством Карагеоргия. Правительство сперва поддерживало движение, но скоро оно вылилось в форму настоящего народного восстания, и Османской империи пришлось начать военные действия (см. Битва при Иванковац). Дело осложнилось войной, начатой Россией (1806—1812). Реформы пришлось вновь отложить: великий визирь и другие высшие чиновники и военные находились на театре военных действий.

#### Попытка переворота
В Стамбуле оставался лишь каймакам (помощник великого визиря) и заместители министров. Шейх-уль-ислам воспользовался этим моментом для заговора против султана. В заговоре приняли участие улемы и янычары, среди которых распространялись слухи о намерении султана расформировать их, распределив по полкам регулярной армии. К заговору примкнул и каймакам. В назначенный день отряд янычар неожиданно напал на гарнизон постоянного войска, стоявший в столице, и произвёл среди него резню. Другая часть янычар окружила дворец Селима и требовала от него казни ненавистных им лиц. Селим имел мужество отказаться. Он был арестован и посажен под стражу. Султаном был провозглашён сын Абдул-Хамида, Мустафа IV (1807—1808). Резня в городе продолжалась два дня. От имени бессильного Мустафы управляли шейх-уль-ислам и каймакам. Но и у Селима оставались свои приверженцы.
Во время переворота Кабакчи Мустафы, Мустафа Байрактар (паша болгарского города Рущук) и его приверженцы начали переговоры по поводу возврата султана Селима III на престол. Наконец, с 16-тысячной армией, Мустафа Байрактар отправился в Стамбул, отправив ранее туда Хаджи Али Агу, который убил Кабакчи Мустафу (19 июля 1808 года).
Мустафа Байрактар со своей армией, уничтожив довольно большое количество мятежников, прибыл в Высокую Порту. Султан Мустафа IV, узнав, что Мустафа желает вернуть трон султану Селиму III, приказал убить Селима и брата шах-заде Махмуда. Султан был убит немедленно, а шах-заде Махмуд при помощи своих рабов и слуг был освобождён. Мустафа Байрактар, убрав с трона Мустафу IV, объявил султаном Махмуда II. Последний сделал его садр-и-азамом — великим визирем.

### Правление Махмуда II
Не уступая Селиму в энергии и в понимании необходимости реформ, Махмуд был гораздо более жестким, чем Селим: злой, мстительный, он в большей степени руководствовался личными страстями, которые умерялись скорее политической дальновидностью, чем действительным стремлением ко благу страны. Почва для нововведений была уже несколько подготовлена, способность не задумываться над средствами тоже благоприятствовала Махмуду, и потому его деятельность оставила всё же более следов, чем деятельность Селима. Своим великим визирем он назначил Байрактара, распорядившегося избиением участников заговора против Селима и других политических противников. Жизнь самого Мустафы была на время пощажена.
Как первую реформу, Байрактар наметил реорганизацию корпуса янычар, но он имел неосторожность отправить часть своего войска на театр военных действий; у него оставалось только 7000 солдат. 6000 янычар совершили на них неожиданное нападение и двинулись к дворцу с целью освободить Мустафу IV. Байрактар, с небольшим отрядом запершийся во дворце, выбросил им труп Мустафы, а затем взорвал часть дворца на воздух и похоронил себя в развалинах. Через несколько часов подоспело верное правительству трехтысячное войско с Рамиз-пашой во главе, разбило янычар и истребило значительную их часть.
Махмуд решил отложить реформу до окончания войны с Россией, завершившейся в 1812 г. Бухарестским миром. Венский конгресс внёс некоторые изменения в положение Османской империи или, правильнее, определил точнее и утвердил в теории и на географических картах то, что уже имело место в действительности. Далмация и Иллирия были утверждены за Австрией, Бессарабия за Россией; семь Ионических островов получили самоуправление под английским протекторатом; английские суда получили право свободного прохода через Дарданеллы.
Даже на оставшейся у империи территории правительство не чувствовало уверенности. В Сербии в 1817 году началось восстание, окончившееся в 1829 году лишь после признания Сербии по Адрианопольскому миру отдельным вассальным государством, с собственным князем во главе. В 1820 году началось восстание Али-паши Янинского. Вследствие измены его собственных сыновей он был разбит, взят в плен и казнён; но значительная часть его армии образовала кадры греческих повстанцев. В 1821 году восстание, переросшее в войну за независимость, началось в Греции. После вмешательства России, Франции и Англии и несчастной для Османской империи Наваринской (морской) битвы (1827), в которой погиб турецкий и египетский флот, османцы потеряли Грецию.

#### Военные потери
Избавления от янычар и дервишей (1826) не спасли турок от поражения как в войне с сербами, так и в войне с греками. За этими двумя войнами и в связи с ними последовала война с Россией (1828—1829), окончившаяся Адрианопольским миром 1829 года. Османская империя потеряла почти всю Сербию, Молдавию, Валахию, Грецию, восточное побережье Чёрного моря.
Вслед за тем от Османской империи отложился Мухаммед Али, хедив Египта (1831—1833 и 1839). В борьбе с последним империя понесла такие удары, которыми было поставлено на карту самое её существование; но её дважды (1833 и 1839) спасло неожиданное заступничество России, вызванное опасением со стороны Николая I новой европейской войны, которая, вероятно, была бы вызвана распадом Османского государства. Впрочем, это заступничество принесло России и реальные выгоды: по миру в Гункьяр Скелесси (1833) Османская империя предоставила русским судам проход через Дарданеллы, закрыв его для Англии. Одновременно французы решили отнять у османцев Алжир (с 1830 года), и ранее, впрочем, бывший лишь в номинальной зависимости от империи.

#### Гражданские реформы

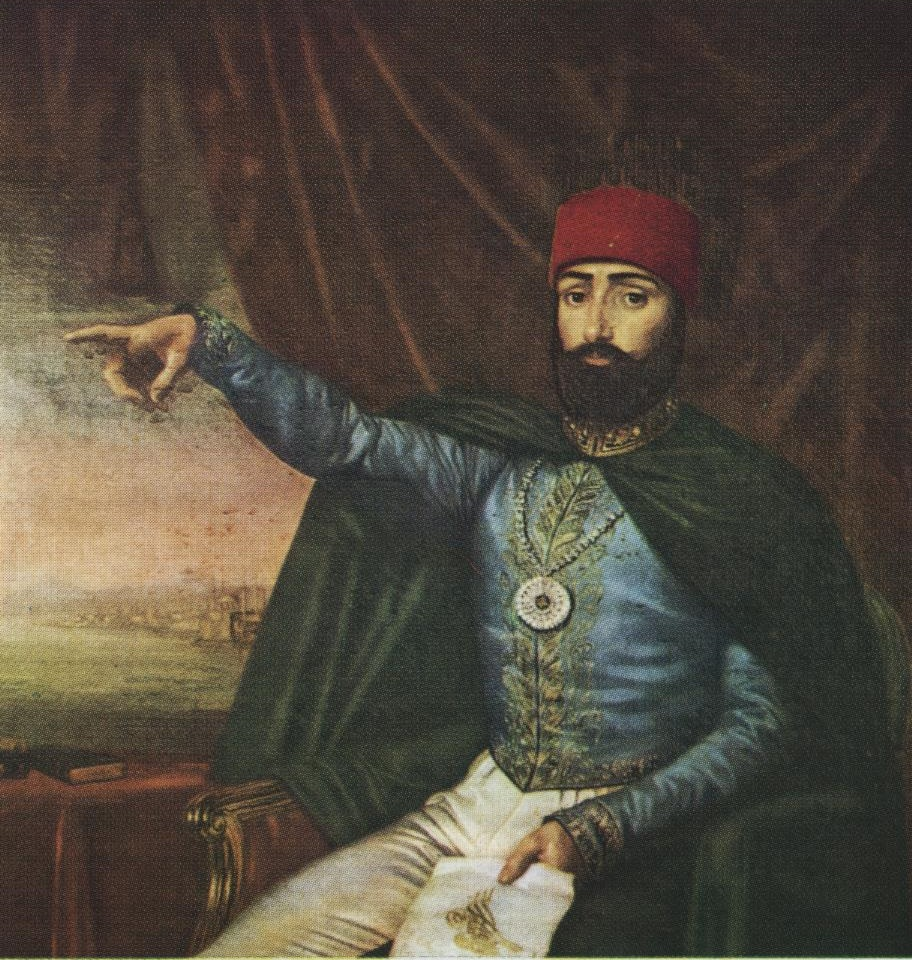
Махмуд II начинает модернизацию в 1839 г.

Войны не остановили реформаторских замыслов Махмуда; частные преобразования в армии продолжались во все время его царствования. Он заботился также о поднятии уровня образования в народе; при нём (1831) стала выходить на французском языке первая в Османской империи газета, имевшая официальный характер («Moniteur ottoman»). С конца 1831 года начала выходить первая официальная газета на турецком языке «Таквим-и векаи».
Подобно Петру Великому, быть может, даже сознательно подражая ему, Махмуд стремился ввести европейские нравы в народе; он сам носил европейский костюм и поощрял к тому своих чиновников, запрещал ношение тюрбана, устраивал празднества в Константинополе и в других городах с фейерверками, с европейской музыкой и вообще по европейскому образцу. До важнейших реформ гражданского строя, задуманных им, он не дожил; они были уже делом его наследника. Но и то немногое, что он сделал, шло вразрез с религиозными чувствами мусульманского населения. Он стал чеканить монету со своим изображением, что прямо запрещено в Коране (известия о том, будто и предыдущие султаны снимали с себя портреты, подлежит большому сомнению).
В течение всего его царствования в разных частях государства, особенно в Константинополе, беспрестанно происходили бунты мусульман, вызванные религиозными чувствами; правительство расправлялось с ними крайне жестоко: иногда в несколько дней в Босфор бросалось по 4000 трупов. При этом Махмуд не стеснялся подвергать казни даже улемов и дервишей, которые вообще были его ожесточёнными врагами.
В царствование Махмуда было особенно много пожаров в Стамбуле, частью происходивших от поджогов; народ объяснял их Божьим наказанием за грехи султана.

#### Итоги правления
Истребление янычар, сначала повредившее Османской империи, лишив её хотя и плохого, но все-таки не бесполезного войска, по прошествии нескольких лет оказалось в высшей степени благодетельным: вооруженные силы Порты почти сравнялись с европейскими регулярными армиями, что было наглядно доказано в Крымскую кампанию и ещё более во время русско-турецкой войны 1877—1878 годов, а также в войне с Грецией 1897 года.
Территориальное сокращение, в особенности потеря Греции, оказалось для империи тоже скорее выгодным, чем вредным. Исторически османы никогда не допускали к военной службе христиан; между тем, области со сплошным христианским населением (Греция и Сербия), не увеличивая турецкой армии, в то же время требовали от неё значительных военных гарнизонов, которые не могли быть пущены в ход в случае острой необходимости.
В особенности это применимо к Греции, которая ввиду растянутой морской границы не представляла даже стратегических выгод для Османской империи, более сильной на суше, чем на море. Потеря территорий сократила государственные доходы империи, но в царствование Махмуда несколько оживилась торговля Османской империи с европейскими государствами, несколько поднялась производительность страны (хлеб, табак, виноград, розовое масло и др.).
Таким образом, несмотря на все внешние поражения, несмотря даже на страшную битву при Низибе, в которой Мухаммед Али уничтожил значительную османскую армию и за которой последовала потеря целого флота, Махмуд оставил Абдул-Меджиду государство скорее усиленное, чем ослабленное. Усилено оно было ещё и тем, что отныне интерес европейских держав был теснее связан с сохранением Османского государства. Необычайно поднялось значение Босфора и Дарданелл; европейские державы чувствовали, что захват Константинополя одной из них нанесёт непоправимый удар остальным, и поэтому сохранение слабой Османской империи считали для себя более выгодным.

## Царствование Абдул-Меджида (1839—1861)
Махмуду наследовал его 16-летний сын Абдул-Меджид, не отличавшийся его энергией и непреклонностью, но зато бывший более культурным и мягким по своему характеру человеком.
Несмотря на всё, сделанное Махмудом, битва при Низибе могла бы окончательно погубить Османскую империю, если бы Россия, Англия, Австрия и Пруссия не заключили союза для охраны целости Порты (1840); они составили трактат, в силу которого египетский вице-король сохранял на наследственном начале Египет, но обязывался немедленно очистить Сирию, а в случае отказа должен был лишиться всех своих владений. Союз этот вызвал негодование во Франции, поддерживавшей Мухаммеда Али, и Тьер сделал даже приготовления к войне; однако Луи-Филипп на неё не решился. Несмотря на неравенство сил, Мухаммед Али готов был сопротивляться; но английская эскадра бомбардировала Бейрут, сожгла египетский флот и высадила в Сирию корпус в 9000 чел., который при помощи маронитов нанёс несколько поражений египтянам. Мухаммед Али уступил; Османская империя была спасена, и Абдул-Меджид, поддерживаемый Хозревом-пашой, Решидом-пашой и другими сподвижниками отца, приступил к реформам.

### Гюльханейский хатт-шериф. Танзимат
3 ноября 1839 года Абдул-Меджид издал так наз. Гюльханейский хатти-шериф (Гюльханэ — «жилище роз», название площади, где был объявлен Хатт-и-шериф) — общеимперский указ, определявший принципы, которым намеревалось следовать правительство:
- обеспечение всем подданным совершенной безопасности относительно их жизни, чести и имущества;
- правильный способ распределения и взимания налогов;
- столь же правильный способ набора солдат.

Признавалось необходимым изменить распределение податей в смысле их уравнительности и отказаться от системы сдачи их на откуп, определить расходы на сухопутные и морские силы; установлялась публичность судопроизводства. Все эти льготы распространялись на всех подданных султана без различия вероисповеданий. Сам султан принёс присягу на верность хатти-шерифу. Оставалось осуществить обещание на самом деле.

### Гумайюн
После Крымской войны султан опубликовал новый гатти-шериф гумайюн (1856), в котором подтверждались и подробнее развивались принципы первого; особенно настаивалось на равенстве всех подданных, без различия вероисповедания и национальности. После этого гатти-шерифа был отменён старинный закон о смертной казни за переход из ислама в другую религию. Однако большая часть этих постановлений оставалась только на бумаге.
Высшее правительство частью было не в силах справиться с своеволием низших чиновников, частью и само не хотело прибегать к некоторым мерам, обещанным в гатти-шерифах, как, например, к назначению христиан на разные должности. Однажды оно сделало попытку вербовать солдат из христиан, но это вызвало недовольство и среди мусульман, и среди христиан, тем более, что правительство при производстве в офицеры не решалось отказаться от религиозных принципов (1847); скоро эта мера была отменена. Массовые убийства маронитов в Сирии (1845 и др.) подтверждали, что веротерпимость по-прежнему была чужда Османской империи.
В течение царствования Абдул-Меджида были улучшены дороги, построено множество мостов, проведено несколько телеграфных линий, почта организована по европейскому образцу.
События 1848 г. вовсе не отозвались в Османской империи; только венгерская революция побудила османское правительство сделать попытку восстановить своё господство на Дунае, но поражение венгров рассеяло его надежды. Когда Кошут с товарищами спаслись на турецкой территории, то Австрия и Россия обратились к султану Абдул-Меджиду с требованием их выдачи. Султан ответил, что религия запрещает ему нарушить долг гостеприимства.

### Крымская война
1853—1856 гг. были временем новой Восточной войны, закончившейся в 1856 г. Парижским миром. На Парижский конгресс был на началах равноправности допущен представитель Османской империи, и этим самым империя признана членом европейского концерна. Однако это признание имело скорее формальный характер, чем действительный. Прежде всего Османская империя, участие которой в войне было весьма велико и которая доказала увеличение своей боевой способности сравнительно с первой четвертью XIX или с концом XVIII в., в действительности получила от войны очень мало; срытие русских крепостей на северном побережье Чёрного моря имело для неё ничтожное значение, а потеря Россией права держать военный флот на Чёрном море не могла быть продолжительна и была отменена уже в 1871 г. Далее, консульская юрисдикция была сохранена и доказывала, что Европа всё же смотрит на империю Османов как на государство варварское. После войны европейские державы стали заводить на территории империи свои почтовые учреждения, независимые от османских.
Война не только не увеличила власти Османской империи над вассальными государствами, но ослабила её; дунайские княжества в 1861 г. объединились в одно государство Румынию, а в Сербии дружественные Турции Обреновичи были низвергнуты и заменены дружественными России Карагеоргиевичи; несколько позже Европа принудила империю удалить из Сербии свои гарнизоны (1867). Во время Восточной кампании Османская империя сделала заём в Англии в 7 млн фунтов стерлингов; в 1858,1860 и 1861 гг. пришлось сделать новые займы. В то же время правительство выпустило значительное количество бумажных денег, курс которых скоро и сильно пал. В связи с другими событиями это вызвало торговый кризис 1861 г., тяжело отразившийся на народонаселении.

## Абдул-Азиз (1861—1876) и Мурад V (1876)
Абдул-Азиз был лицемерным, сладострастным и кровожадным тираном, скорее напоминавшим султанов XVII и XVIII веков, чем своего брата; но он понимал невозможность при данных условиях остановиться на пути реформ. В опубликованном им при вступлении на престол гатти-шерифе он торжественно обещал продолжать политику предшественников. Действительно, он освободил из тюрем политических преступников, заключённых в предыдущее царствование, и сохранил министров своего брата. Более того, он заявил, что отказывается от гарема и будет довольствоваться одной женой. Обещания не были исполнены: через несколько дней вследствие дворцовой интриги был свергнут великий визирь Мехмед Кыбрыслы паша, и заменён Аали пашой, который в свою очередь был свергнут через несколько месяцев и потом вновь занял тот же пост в 1867 году.
Вообще, великие визири и другие чиновники сменялись с чрезвычайной быстротой вследствие интриг гарема, который очень скоро был вновь заведён. Некоторые меры в духе танзимата были все-таки приняты. Самая важная из них — опубликование (далеко, впрочем, не точно соответствующее действительности) османского государственного бюджета (1864). Во время министерства Аали паши (1867—1871), одного из самых умных и ловких османских дипломатов XIX в., была произведена частичная секуляризация вакуфов, даровано европейцам право владеть недвижимой собственностью в пределах Османской империи (1867), реорганизован государственный совет (1868), издан новый закон о народном образовании, введена формально метрическая система мер и весов, не привившаяся, однако, в жизни (1869). В это же министерство организована цензура (1867), создание которой было вызвано количественным ростом периодической и непериодической печати в Константинополе и в других городах, на османском и иностранных языках.
Цензура при Аали паше отличалась крайней мелочностью и суровостью; она не только запрещала писать о том, что казалось неудобным османскому правительству, но прямо предписывала печатать восхваления мудрости султана и правительства; вообще, она делала всю печать более или менее официозной. Общий характер её остался тот же и после Аали-паши, и только при Мидхаде-паше в 1876—1877 годах она была несколько мягче.

### Военно-морское строительство при Абдул-Азизе
Завершивший Крымскую войну Парижский мир 1856 года фактически запретил держать военный флот на Чёрном море как побежденной России, так и «спасенной» европейскими державами Турции. Однако в Стамбуле отдавали себе отчет, что надеяться можно только на себя, и без современных вооружений и военной техники реванш со стороны Российской империи станет неизбежным.
Некогда могучая морская держава, к середине XIX века Османская империя почти полностью утратила своё господство на морях. Воспользовавшись тем, что деревянные парусные корабли давно потеряли своё боевое значение, энергичный и амбициозный Абдул-Азиз принял внушительную программу строительства парового броненосного флота, рассчитанную на иностранные верфи, преимущественно французские.
Благодаря своевременному и бесперебойному финансированию этой кораблестроительной программы, уже к началу 1870-х годов Порта сумела обзавестись мощным флотом, включавшим в себя современные по тем временам паровые батарейные броненосцы, в том числе 5 — первого и 9 — второго ранга.
В 1875 году к ним присоединился построенный в Великобритании казематный броненосец «Мессудие», не уступавший по вооружению и размерам единственному на тот момент мореходному башенному броненосцу российского флота «Петр Великий» (1876). К 1877 году османы обладали абсолютным превосходством над Россией на Чёрном море и в Восточном Средиземноморье.
Это проявилось в ходе новой Русско-турецкой войны (1877—1878) годов, когда Турция осуществила попытку вернуть Черноморское побережье Кавказа. 2 мая 1877 года турецкая эскадра Ахмет-паши, включавшая в себя 5 броненосцев 2 ранга, начала бомбардировку Сухума, к 5 мая полностью выбив из него русский гарнизон. Вернуть Сухум русским отрядам генералов П. Д. Бабича, Я. К. Алхазова и Б. М. Шелковникова удалось лишь через три с половиной месяца, 20 августа 1877 года. Турецкие броненосцы и вооруженные пароходы активно поддерживали артиллерийским огнём высаженные на Черноморском побережье многочисленные десанты горцев-мухаджиров.

### Война в Черногории
В 1862 году Черногория, добиваясь полной независимости от Османской империи, поддерживая повстанцев Герцеговины и рассчитывая на поддержку России, начала с империей войну. Россия её не поддержала, и так как значительный перевес сил был на стороне османов, то последние довольно быстро одержали решительную победу: войска Омера-паши проникли до самой столицы, но не взяли её, так как черногорцы стали просить мира, на который Османская империя согласилась.

### Восстание на Крите
В 1866 году началось восстание греков на Крите. Восстание это вызвало горячие симпатии в Греции, которая начала спешно готовиться к войне. На помощь Османской империи явились европейские державы, которые решительно запретили Греции заступаться за критян. На Крит было послано сорокатысячное войско. Несмотря на чрезвычайное мужество критян, которые вели партизанскую войну в горах своего острова, они не могли долго держаться, и после трёх лет борьбы восстание было усмирено; повстанцы были наказаны казнями и конфискациями имуществ.
После смерти Али-паши великие визири стали опять сменяться с чрезвычайной быстротой. Помимо гаремных интриг, для того была ещё одна причина: при дворе султана боролись две партии — английская и русская, действовавшие по указаниям послов Англии и России. Русским послом в Константинополе в 1864—1877 годы был граф Николай Игнатьев, который имел несомненные сношения с недовольными в империи, обещая им русское заступничество. Вместе с тем он имел большое влияние на султана, убеждая его в необходимости «дружбы» с Россией и обещая ему содействие в задуманном султаном изменении порядка престолонаследия не к старшему в роду, как было раньше, а от отца к сыну, так как султану очень хотелось передать престол своему сыну Юсуфу Изедину.

### Государственный переворот
В 1875 году вспыхнуло восстание в Герцеговине, Боснии и Болгарии, нанёсшее решительный удар османским финансам. Было объявлено, что отныне Османская империя по своим заграничным долгам уплачивает деньгами только одну половину процентов другую же половину — купонами, подлежащими оплате не ранее, как через 5 лет.  Необходимость более серьёзных реформ сознавалась многими высшими чиновниками империи и во главе их Мидхадом-пашой; однако при капризном и деспотическом Абдул-Азизе проведение их было совершенно невозможно. Ввиду этого великий визирь Мехмед Рушди паша устроил заговор с министрами Мидхадом-пашой, Хуссейн Авни пашой и др. и шейх-уль-исламом для низвержения султана. Шейх-уль-ислам дал такую фетву: «Если повелитель правоверных доказывает своё безумие, если он не имеет политических знаний, необходимых для управления государством, если он делает личные издержки, которых государство не может вынести, если его пребывание на троне грозит гибельными последствиями, то нужно ли его низложить или нет? Закон гласит: да».
В ночь на 30 мая 1876 г. Хуссейн Авни паша, приставив револьвер к груди Мурада, наследника престола (сына Абдул-Меджида), заставил его принять корону. В то же время отряд пехоты проник во дворец Абдул-Азиза, и ему было объявлено, что он перестал царствовать. На престол вступил Мурад V. Через несколько дней было оповещено, что Абдул-Азиз вскрыл себе ножницами вены и умер. Мурад V, и раньше не совсем нормальный, под влиянием убийства дяди, последовавшего за тем убийства нескольких министров в доме Мидхада-паши черкесом Хассан-беем, мстившим за султана, и других событий окончательно сошёл с ума и стал точно так же неудобен для своих прогрессивных министров. В августе 1876 г. он также был низложен при помощи фетвы муфтия и на престол возведён его брат Абдул-Хамид.

## Абдул-Хамид II
Уже в конце царствования Абдул-Азиза началось восстание в Герцеговине и Боснии, вызванное крайне тяжёлым положением населения этих областей, частью обязанного отбывать барщину на полях крупных землевладельцев-мусульман, частью лично свободного, но совершенно бесправного, угнетаемого непомерными поборами и в то же время постоянно подогреваемого в своей ненависти к туркам близким соседством свободных черногорцев.
Весной 1875 г. некоторые общины обратились к султану с просьбой уменьшить налог на баранов и налог, уплачиваемый христианами взамен воинской повинности, и организовать полицию из христиан. Им даже не ответили. Тогда их жители взялись за оружие. Движение быстро охватило всю Герцеговину и распространилось на Боснию; Никшич был осаждён повстанцами. Из Черногории и Сербии на помощь повстанцам двинулись отряды добровольцев. Движение вызвало большой интерес за границей, особенно в России и в Австрии; последняя обратилась к Порте с требованием религиозной равноправности, понижения налогов, пересмотра законов о недвижимой собственности и проч. Султан немедленно обещал всё это исполнить (февраль 1876), но повстанцы не соглашались положить оружие, пока не будут выведены османские войска из Герцеговины. Брожение перешло и на Болгарию, где османцы в виде ответа произвели страшную резню (см. Болгария), вызвавшую негодование во всей Европе (брошюра Гладстона о зверствах в Болгарии), были поголовно вырезаны целые селения, до грудных детей включительно. Болгарское восстание было потоплено в крови, но герцеговинское и боснийское продолжалось и в 1876 г. и вызвало наконец вмешательство Сербии и Черногории (1876—1877 г; см. Сербо-черногорско-турецкая война).
6 мая 1876 г. в Салониках фанатической толпой, в которой находились и некоторые должностные лица, были убиты французский и германский консулы. Из участников или попустителей преступления Селим-бей, начальник полиции в Салониках, был приговорён к 15 годам крепости, один полковник к 3 годам; но эти наказания, приведённые в исполнение далеко не в полном объёме, никого не удовлетворили, и общественное мнение Европы было сильно возбуждено против страны, где могут совершаться подобные преступления.

### Эпоха первой конституции
В декабре 1876 года по почину Англии была созвана для улажения затруднений, вызванных восстанием, конференция великих держав в Константинополе, не достигшая своей цели. Великим визирем в это время (с 13 декабря 1876 года) был Мидхат-паша, либерал и англофил. Считая необходимым сделать Османскую империю страной европейской и желая представить её таковой уполномоченным европейских держав, он в несколько дней выработал конституцию и заставил султана Абдул-Хамида подписать и опубликовать её 23 декабря 1876 года.

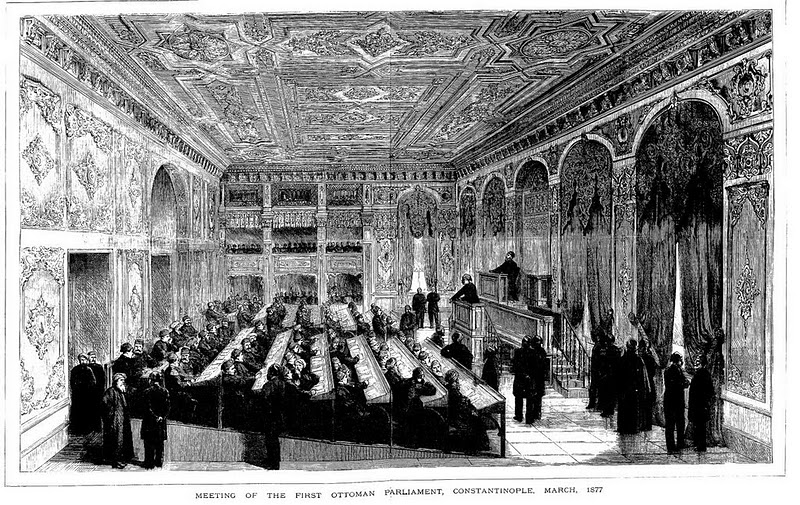
Османский парламент, 1877

Конституция Османской империи была составлена по образцу европейских, в особенности бельгийской. Она гарантировала права личности и устанавливала парламентский режим; парламент должен был состоять из двух палат, из коих палата депутатов избиралась всеобщей закрытой подачей голосов всех османских подданных без различия вероисповедания и национальности. Первые выборы были произведены во время управления Мидхада; выбраны были почти повсеместно его кандидаты. Открытие первой парламентской сессии произошло только 7 марта 1877 г., а ещё раньше, 5 марта, Мидхад вследствие дворцовых интриг был свергнут и арестован. Парламент был открыт тронной речью, но через несколько дней распущен. Произведены были новые выборы, новая сессия оказалась столь же краткой, и затем без формальной отмены конституции, даже без формального роспуска парламента он более не собирался.

### Русско-турецкая война 1877—1878
В апреле 1877 г. началась война с Россией, в феврале 1878 г. она окончилась Сан-Стефанским миром, потом (13 июня — 13 июля 1878 г.) изменённым Берлинским трактатом. Османская империя потеряла всякие права на Сербию и Румынию; Босния и Герцеговина отданы Австрии для водворения в ней порядка (de facto — в полное обладание); Болгария составила особое вассальное княжество, Восточная Румелия — автономную провинцию, вскоре (1885) соединившуюся с Болгарией. Сербия, Черногория и Греция получили территориальные приращения. В Азии Россия получила Карс, Ардаган, Батум. Османская империя должна была уплатить России контрибуцию в 800 млн франков.

### Восстания на Крите и в областях, населённых армянами
Тем не менее внутренние условия жизни остались приблизительно те же самые, и это проявлялось в восстаниях, которые постоянно возникали то в одном, то в другом месте Османской империи. В 1889 году началось восстание на Крите. Повстанцы требовали реорганизации полиции так, чтобы она состояла не из одних мусульман и покровительствовала не одним мусульманам, новой организации судов и т. д. Султан отверг эти требования и решил действовать оружием. Восстание было подавлено.

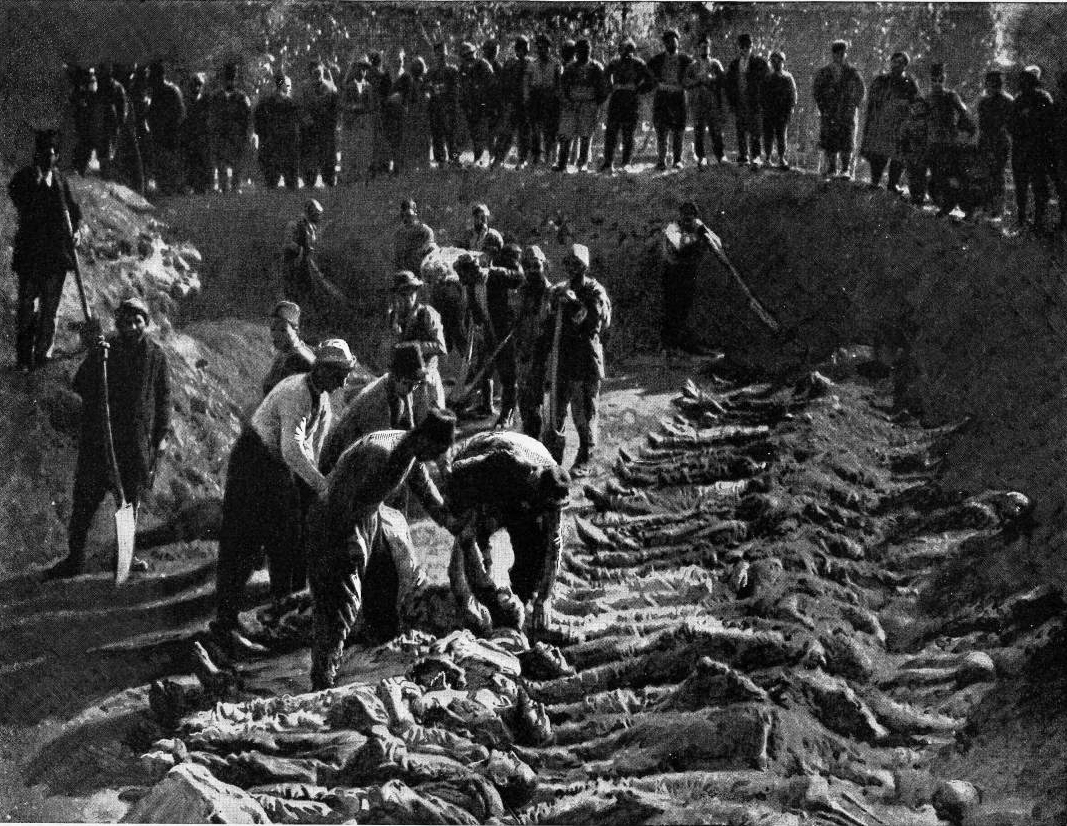
Жертвы армянских погромов. Братская могила армян на эрзерумском кладбище, 1895 год

В 1887 году в Женеве и в 1890 году в Тифлисе армянами были организованы политические партии Гнчак и Дашнакцутюн. 
В августе 1894 года начались армянские волнения в Сасуне. Эти события обясняются бесправным положением армян, в особенности разбоями курдов, из которых состояла часть войск в Малой Азии. Турки и курды отвечали страшной резнёй, напомнившей болгарские ужасы; были убиты многие армяне, взятые в плен. 
Все эти факты были удостоверены европейскими (преимущественно английскими) газетными корреспонденциями которые очень часто выступали с позиций христианской солидарности и вызвали взрыв негодования в Англии. На представление, сделанное по этому поводу английским послом, Порта ответила категорическим отрицанием справедливости «фактов» и заявлением, что дело шло об обычном усмирении бунта. Тем не менее, послы Англии, Франции и России в мае 1895 года предъявили султану требования о реформах в областях, населённых армянами, опираясь на постановления Берлинского трактата; они требовали, чтобы чиновники, управляющие этими землями, по крайней мере наполовину состояли из христиан и чтобы назначение их зависело от особой комиссии, в которой христиане тоже были бы представлены; Порта ответила, что она не видит никакой надобности в реформах для отдельных территорий, но что она имеет в виду общие реформы для всего государства.
14 августа 1896 года члены партии Дашнакцутюн в самом Стамбуле напали на Оттоманский банк, убили охрану и вступили в перестрелку с прибывшими армейскими частями. В тот же день в результате переговоров российского посла Максимова с султаном дашнаки покинули город и направились в Марсель, на яхте генерального директора Оттоманского банка Эдгарда Винсента. Европейские послы сделали по этому поводу представление султану. На этот раз султан счёл нужным ответить обещанием реформ, которое не было исполнено; было введено только новое управление вилайетами, санджаками и нахиями (см. Государственное устройство Османской империи), весьма мало изменившее существо дела.

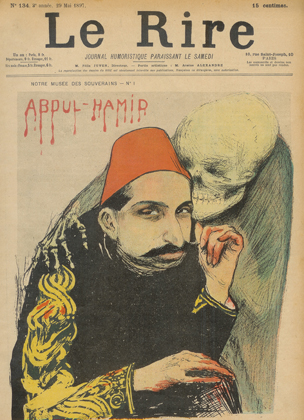
Карикатура на султана Абдул-Хамида II, «Le Rire», 1897 год

В 1896 году начались новые волнения на Крите и сразу приняли более опасный характер. Открылась сессия национального собрания, но оно не пользовалось ни малейшим авторитетом у населения. На помощь Европы никто не рассчитывал. Восстание разгоралось; отряды повстанцев на Крите тревожили турецкие войска, не раз причиняя им сильные потери. Движение нашло живейший отголосок в Греции, из которой в феврале 1897 года на остров Крит отправился военный отряд под начальством полковника Вассоса. Тогда европейская эскадра, состоявшая из германских, итальянских, русских и британских военных судов, находившаяся под командой итальянского адмирала Каневаро, приняла угрожающее положение. 21 февраля 1897 года она начала бомбардировать военный лагерь повстанцев близ город Канея и заставила их разойтись. Через несколько дней, однако, повстанцам и грекам удалось взять город Кадано и захватить в плен 3000 турок.
В начале марта произошёл на Крите бунт турецких жандармов, недовольных неполучением жалованья в течение многих месяцев. Бунт этот мог бы быть весьма полезен для повстанцев, но европейский десант обезоружил их. 25 марта повстанцы произвели нападение на Канею, но подверглись обстрелу с европейских судов и должны были отступить с большими потерями. 
В начале апреля 1897 года Греция двинула свои войска на османскую территорию, но в течение одного месяца греки были наголову разбиты. Греки принуждены были просить о мире, который и был заключён в сентябре 1897 года под давлением европейских великих держав. Территориальных изменений не произошло, кроме небольшого стратегического исправления границы между Грецией и Османской империей в пользу последней; но Греция должна была уплатить военную контрибуцию.
Осенью 1897 года прекратилось и восстание на острове Крите, после того как султан ещё раз обещал острову Криту самоуправление. Действительно, по настоянию держав генерал-губернатором острова был назначен принц греческий Георгий, остров получил самоуправление и сохранил только вассальные отношения к Османской империи. В начале XX века на Крите обнаружилось заметное стремление к совершённому отделению острова от империи и к присоединению к Греции.
В 1901 году Франция потребовала от Османской империи удовлетворения притязаний некоторых своих капиталистов, кредиторов; последняя ответила отказом, тогда французский флот занял Митилене и османы поспешили удовлетворить все требования.

## XX век
В XX веке на окраинах империи усилились сепаратистские настроения. Османская империя начала постепенно терять свои территории, уступая технологическому превосходству Запада.

### Младотурецкая революция

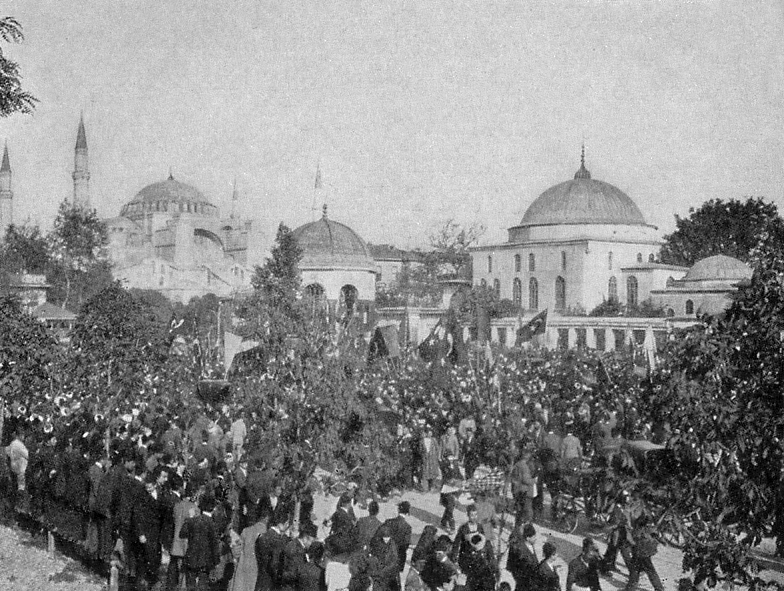
Демонстрация в районе Султанахмет, Стамбул, 1908 год

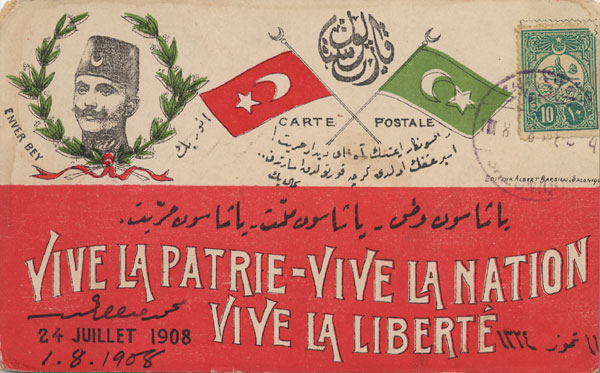
Османская открытка в ознаменование младотурецкой революции

В начале XX века в Османской империи появилось политическое движение младотурков, которое было вдохновлено основанной в 1831 году подпольной организацией Молодая Италия. В 1908 году состоялась младотурецкая революция, ведущую роль в которой сыграло общество «Иттихад ве таракки» («Единение и прогресс», иттихадисты). Султан Абдул-Хамид II согласился восстановить конституцию 1876 года и созвать парламент. В 1909 году абсолютная власть монарха была восстановлена мятежниками, но вскоре они потерпели поражение и парламент избрал новым султаном Мехмеда V — брата Абдул-Хамида II.
Будущий триумвир Энвер Исмаил принимал активное участие в революции 1908 года и был одним из лидеров «Единения и прогресса». Ахмед Джемаль также отличился во время революции и принял участие в подавлении контрпереворота 1909 года. Мехмед Талаат был другом Энвера Исмаила и после революции был избран депутатом парламента (меджлис-и умуми) от Эдирне.
Воспользовавшись сложившейся ситуацией после революции младотурков, в октябре 1908 года Австро-Венгрия аннексировала Боснию и Герцеговину, что в дальнейшем привело к Боснийскому кризису. В 1911 году началась война между Италией и Османской империей, которая привела к потере турками Триполитании, Киренаики и архипелага Додеканес в Эгейском море. Вслед за этой войной, продемонстрировавшей слабость турецкой армии, последовала война Османской империи с Балканским союзом.

### Первая Балканская война и государственный переворот 1913 года
В октябре 1912 года началась Первая Балканская война между Османской империей и членами Балканского союза — Болгарией, Сербией, Грецией и Черногорией. Превосходящие по численности войска Союза добились быстрого успеха над находящимися в невыгодном стратегическом положении турками.

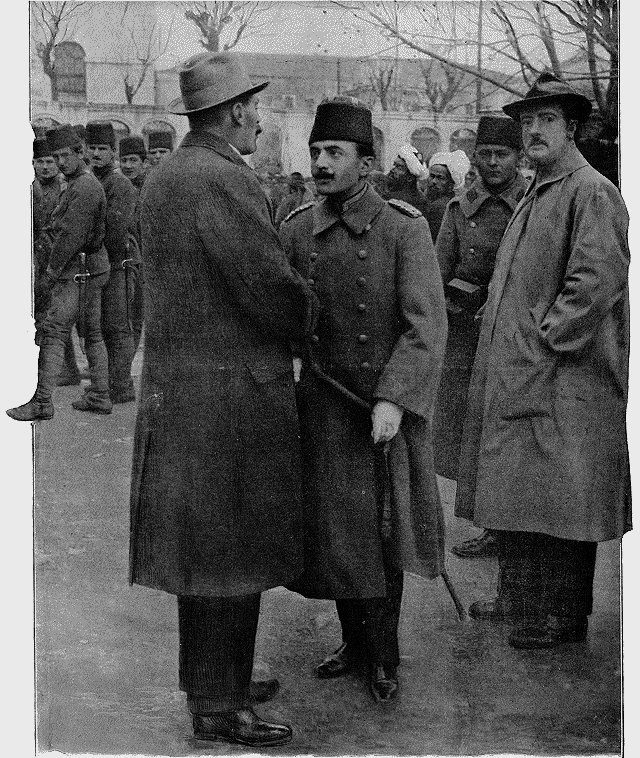
Энвер-паша принимает иностранных представителей после переворота 1913 года.

В январе 1913 года иттихадист Исмаил Энвер, убеждённый в том, что великий визирь Камиль-паша и кабинет министров готовы заключить унизительный мир с Балканским союзом, устроил государственный переворот. По требованию Энвера султан Мехмед V назначил нового великого визиря, которым стал Махмуд Шевкет-паша. В новом правительстве получили портфели лишь трое умеренных представителей партии «Единение и прогресс».
После истечения срока перемирия в феврале 1913 года война на Балканах возобновилась. Не имея возможности помочь своим городам в Европе, Османская империя была вынуждена наблюдать, как они постепенно переходят в руки союзников. В конце марта защитники Эдирне капитулировали и сдали город болгарам. После поражения, вызвавшего глубокий национальный кризис в стране, великий визирь немедленно объявил о готовности заключить мирный договор. В итоге Османская империя уступила членам Балканского союза 155,4 тыс. м² своей территории с 4 млн населения, потеряв почти все европейские владения.

### Восхождение к власти младотурецкого триумвириата и Вторая Балканская война
Иттихадисты, которые оправдывали государственный переворот 1913 года необходимостью сохранить Эдирне в составе империи, оказались в неудобном положении и свергнутые ими либералы были полны решимости расквитаться с оппонентами. Спустя всего несколько дней после подписания мирного договора великий визирь Махмуд Шевкет-паша был застрелен боевиками. Члены «Единения и прогресса» умело воспользовались ситуацией и в ходе начавшейся «чистки» устранили либералов с политической арены.
В июне 1913 года султан назначил иттихадиста Саида Халим-пашу великим визирём и поручил ему сформировать новое правительство. Исмаил Энвер, Мехмед Талаат и Ахмед Джемаль получили титул «паша». Энвер-паша был назначен военным министром, Талаат-паша — министром внутренних дел, а Джемаль-паша остался в должности губернатора столицы. Начиная с этого момента члены этой тройки стали фактическими правителями Османской империи, чья власть превосходила власть султана и его великого визиря.
Спустя всего пару месяцев после завершения Первой Балканской войны вспыхнула новая война уже между бывшими союзниками. Против развязавшей войну Болгарии выступили все соседние страны. Энвер-паша сумел воспользоваться тем, что болгары отодвинули свои войска от османской границы и, подойдя к Эдирне с войсками, убедил гарнизон оставить город без сопротивления. После поражения Болгарии и подписания мирного договора большая часть Восточной Фракии вновь стала частью Османской империи. Победа в этой войне сделала Энвер-пашу национальным героем, а младотурки стали фактически единственной политической силой в стране.

### Первая мировая война
Несмотря на сильные дипломатические связи Османской империи с Англией и её экономические связи с Францией, к 1914 году турецкое правительство было прогерманским. Двое из триумвирата — Энвер-паша и Талаат-паша были германофилами. Армия страны базировалась на модели германской военной системы.
2 августа 1914 года Османская империя подписала секретный договор о союзе с Германией, который, впрочем, не обязывал её вступать в войну на стороне Центральных держав. Несмотря на это, османское военное министерство объявило в стране всеобщую мобилизацию. Существенное влияние на вступление Османской империи в войну оказали агрессивные действия немецкого адмирала Вильгельма Сушона, который руководил операциями кайзеровских ВМС против России на Чёрном море.

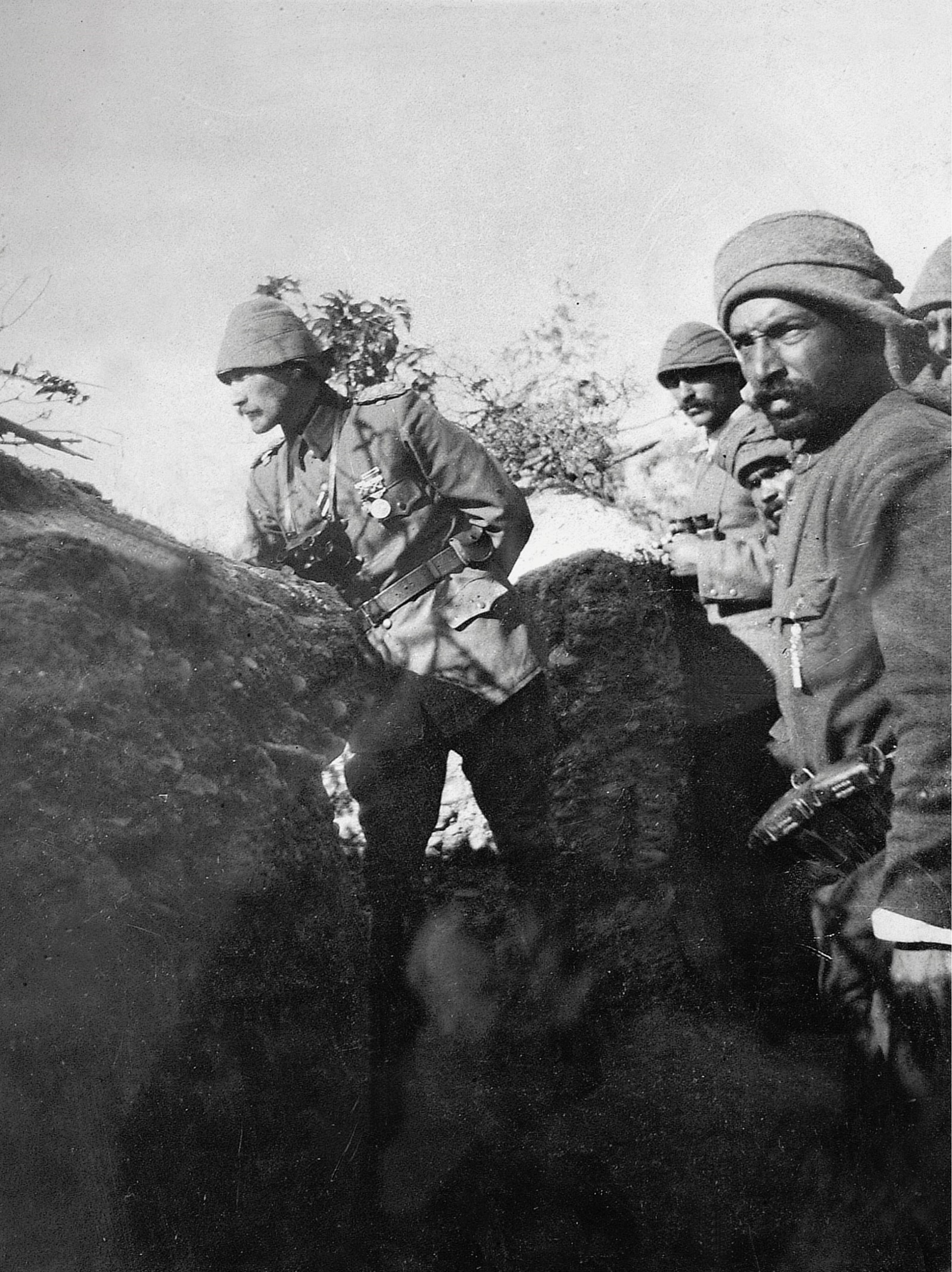
Мустафа Кемаль (Ататюрк) в окопах Галлиполи (1915)

Затяжная и тяжёлая война привела к неисчислимым бедствиям в Османской империи. Мобилизация в армию большого числа трудоспособного населения и последующие крупные потери в ходе боевых действий оказали сокрушительное воздействие на экономику страны. Турецким войскам приходилось воевать сразу на четырёх фронтах — на Балканах, на Кавказе, в Месопотамии и на Синае.
Во время Первой мировой войны на территориях, контролируемых Османской империей, начался геноцид христианских меньшинств — армян, ассирийцев и греков. Геноцид осуществлялся путём физического уничтожения и депортации, включая перемещение гражданского населения в условиях, приводящих к неминуемой смерти. Основными организаторами геноцида считаются Талаат-паша, Джемаль-паша и Энвер-паша, а также руководитель «Особой организации» Бехаэддин Шакир.
Летом 1916 года майор Якуб Джемиль возглавил заговор с целью свержения триумвириата и заключения сепаратного мира. Но он был арестован и, несмотря на то что Энвер, отправившийся на совещание в Берлин, дал указание отложить вынесение Джемилю приговора до его возвращения, Джемиля все же казнили 11 сентября 1916 года.
Неудачные действия османского командования привели к тому, что в сентябре-октябре 1918 года англичане заняли Дамаск и Алеппо. Наступление войск Антанты на Салоникском фронте и последующая капитуляция Болгарии отрезала Османскую империю от союзников. Итогом назревшего политического кризиса стала отставка кабинета министров и формирование нового правительства, которое стало искать пути к мирным переговорам. 30 октября 1918 года было подписано Мудросское перемирие с Союзниками. В ночь на 3 ноября лидеры младотурок, в том числе триумвират Энвер-паши, Талаат-паши и Джемаль-паши, отправились на германском военном судне в Одессу, откуда перебрались в Германию.

### Распад империи
30 октября 1918 года было заключено Мудросское перемирие, за которым последовал Севрский мирный договор (10 августа 1920), который не вступил в силу, поскольку не был ратифицирован всеми подписавшими её сторонами (ратифицирован только Грецией). По этому договору Османская империя должна была быть расчленена, причём один из крупнейших городов Малой Азии Измир (Смирна) был обещан Греции. Греческая армия взяла его 15 мая 1919 года, после чего началась война за независимость. Турецкие военные-государственники во главе с пашой Мустафой Кемалем отказались признать мирный договор и вооружёнными силами, оставшимися под их командованием, изгнали греков из страны. 
К 18 сентября 1922 года из Турции были изгнаны все иностранные войска, что было зафиксировано в Лозаннском договоре 1923 года, которым были признаны новые границы Турции.

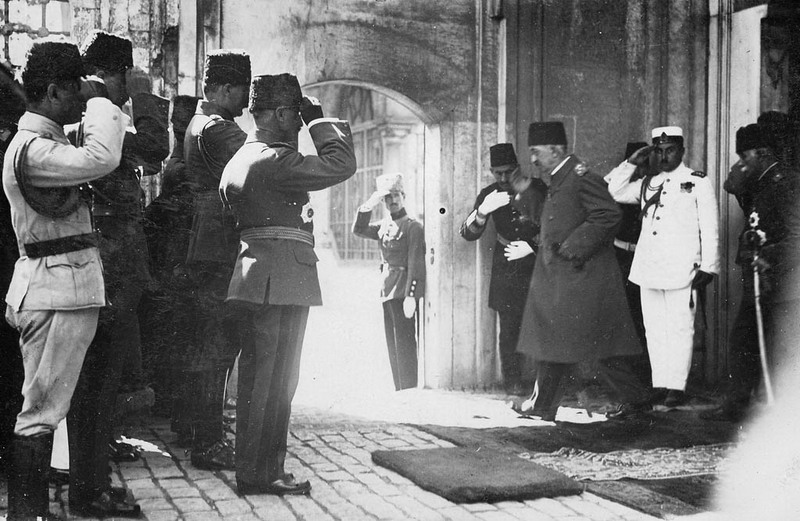
Отъезд Мехмеда VI, последнего султана Османской империи, 1922 год

1 ноября 1922 года Великое национальное собрание Турции приняло закон о разделении султаната и халифата, при этом султанат упразднялся. 17 ноября 1922 года султан Мехмед VI, формально ещё остававшийся халифом, покинул Константинополь на борту британского линкора.
29 октября 1923 года была провозглашена Турецкая Республика, и Мустафа Кемаль, принявший впоследствии фамилию Ататюрк (отец турок), стал её первым президентом.
3 марта 1924 года Великим Национальным Собранием Турции был упразднен Халифат и последний османский халиф Абдул-Меджид II был изгнан из Турции.